# الأدب الروسي

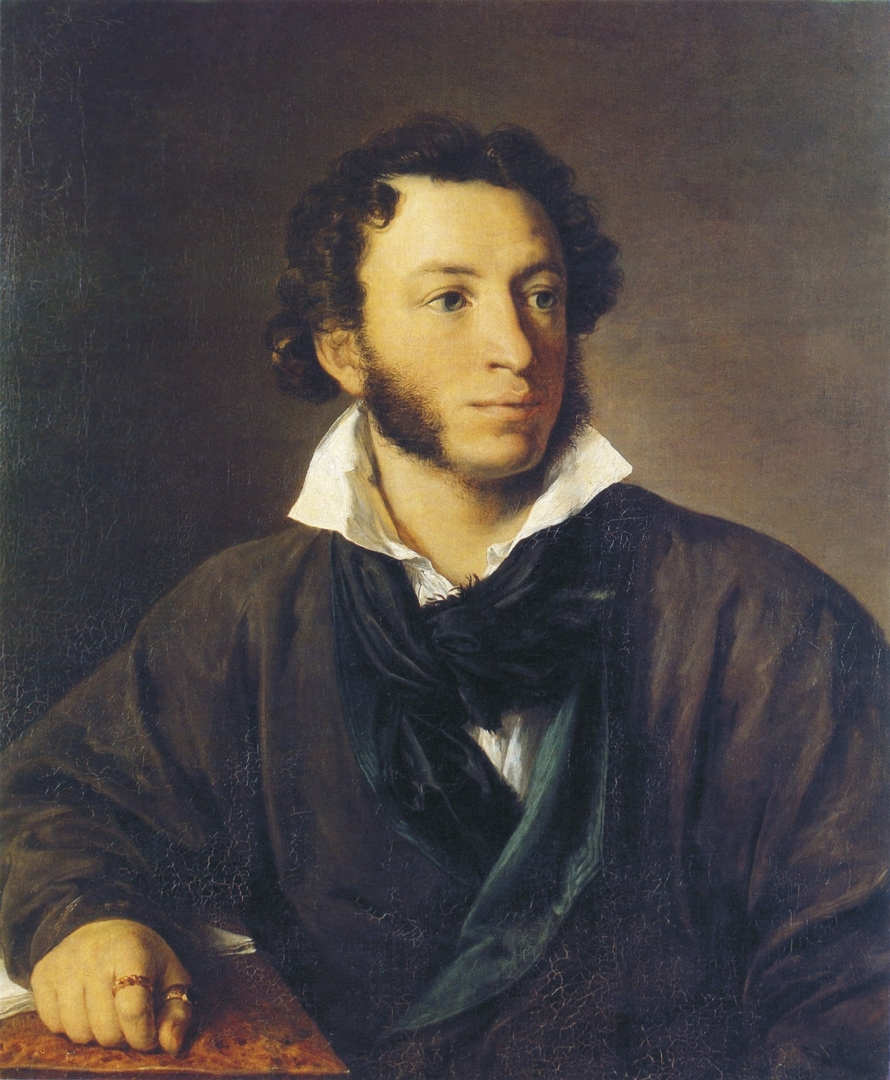
ألكسندر بوشكين، في لوحة رسمها فاسيلي تروبينين في عام 1827.

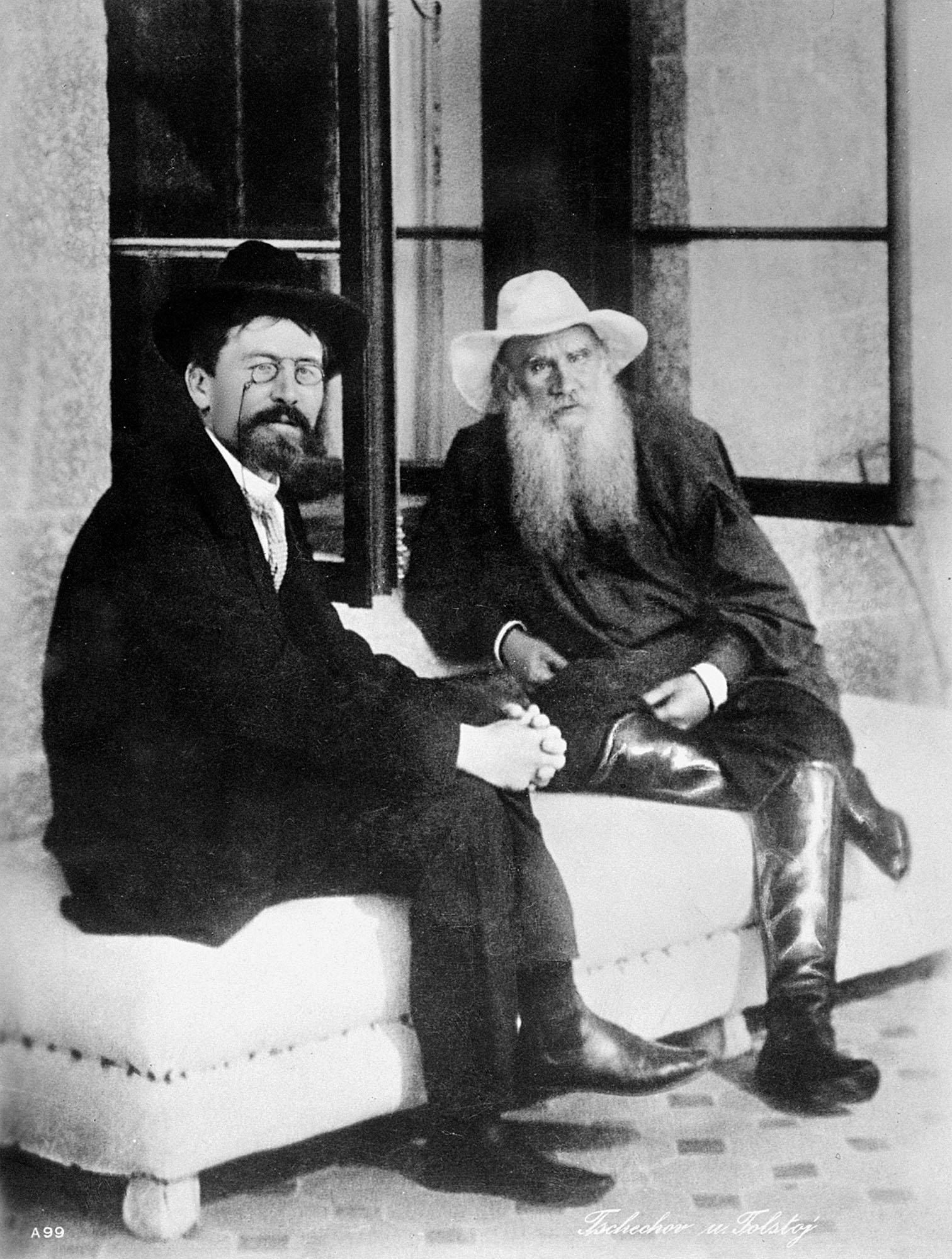
أنطون تشيخوف وتولستوي في عام 1901

الأدب الروسي يحتوي على عدد من الروائع التي تعتبر من أعظم الأعمال الأدبية العالمية، خاصة في مجالي الرواية والشعر، ويعكس هذا الأدب تأثرًا كبيرًا بالتطورات التاريخية التي طرأت على روسيا كاعتناق المسيحية والغزو التتاري. وظهرت أعظم الأعمال الشعرية والنثرية والمسرحية الروسية في القرن التاسع عشر الميلادي.
كانت بدايات الأدب الروسي عام 988م، وكان معظمه في تلك الفترة دينيا على شكل مواعظ وأناشيد وسير للقديسين. وقد كتب رجال الدين الجزء الأكبر من هذا الأدب، وكانوا أيضا قرّاءه. أما الأدب اللاديني فأهم عمل فيه هو التواريخ، إذ كانت عاصمة كل إمارة تحتفظ بسجل تؤرخ فيه الأحداث، وأهم أعمال تلك الفترة المبكرة القصيدة الملحمية النثرية أنشودة حملة إيغور، التي كتبها مؤلف مجهول في أواخر القرن الثاني عشر الميلادي.
كان الأدب الروسي أقل عطاء في ظل حكم التتار، ولكن مع اكتساب موسكو السلطة بعد هزيمة التتار عام 1480م، وتوحد روسيا في ظل حكم أمير موسكو، الذي أصبح يدعى قيصر فيما بعد، ظهر ما يعرف بالأدب الموسكوفي الذي ركزّ على الموضوعات السياسية، وأبدى اهتماما كبيرًا بالأسلوب.

## الأدب الروسي القديم
بدأت الأبجدية الروسية بالتطور بسرعة مع اعتماد الديانة المسيحية دينا رسميا للدولة والتي رافقت إدخال الأبجدية السيريلية إلى الكتابة الروسية. وكانت دراسة الانجيل هي وسيلة للاطلاع على الإيمان والمنفعة في ممارسة العبادة والطقوس.
وعندما اعتنق الروس الديانة المسيحية القادمة إليهم من بيزنطة، بدأ رجال الدين الروس والمبشرون القادمون من الإمبراطورية البيزنطية بترجمة الكتاب المقدس من اللغة اليونانية إلى اللغات السلافية الروسية ورافق ذلك ترجمة أعمال الآباء القديسيين وبعض كتب الفلسفة والكتب الإغريقية وغيرها، ومن ثم بدأ الروس بترجمة الكتب من الكثير من اللغات وخاصة الشرقية بعد قيامهم بالحج إلى الأماكن المقدسة في المشرق واختلاطهم بثقافة المنطقة وخاصة الإغريقية منها، وكان طابع الثقافة والأدب الروسيين يحمل طابعا دينيا وكثير من أدباء وكتّاب ذلك العهد هم من رجال الدين والمطّلعين على الثقافة الإغريقية.

## القرن الثامن عشر، بدايات الأدب الحديث

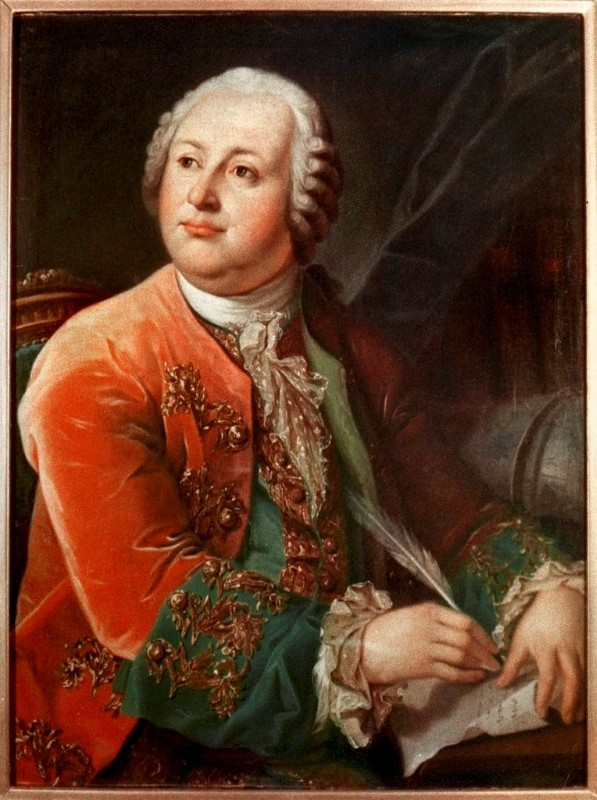
ميخائيل لومونوسوف
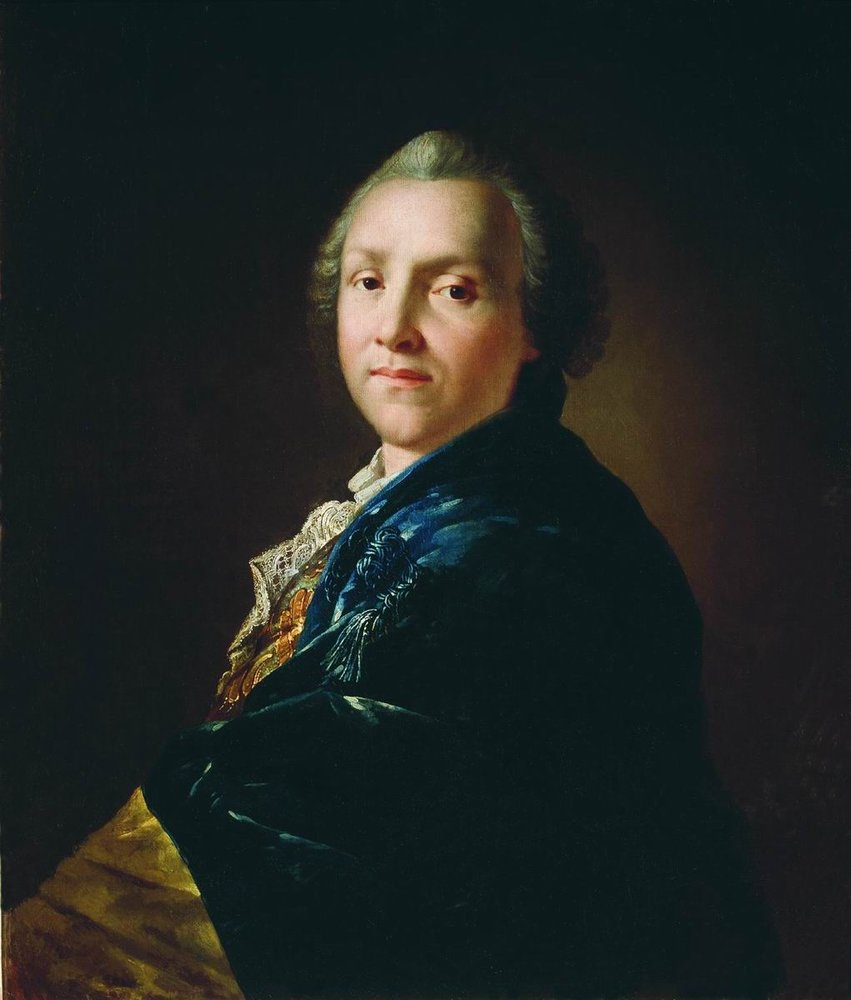
ألكسندر بيتروفيتش سوماروكوف
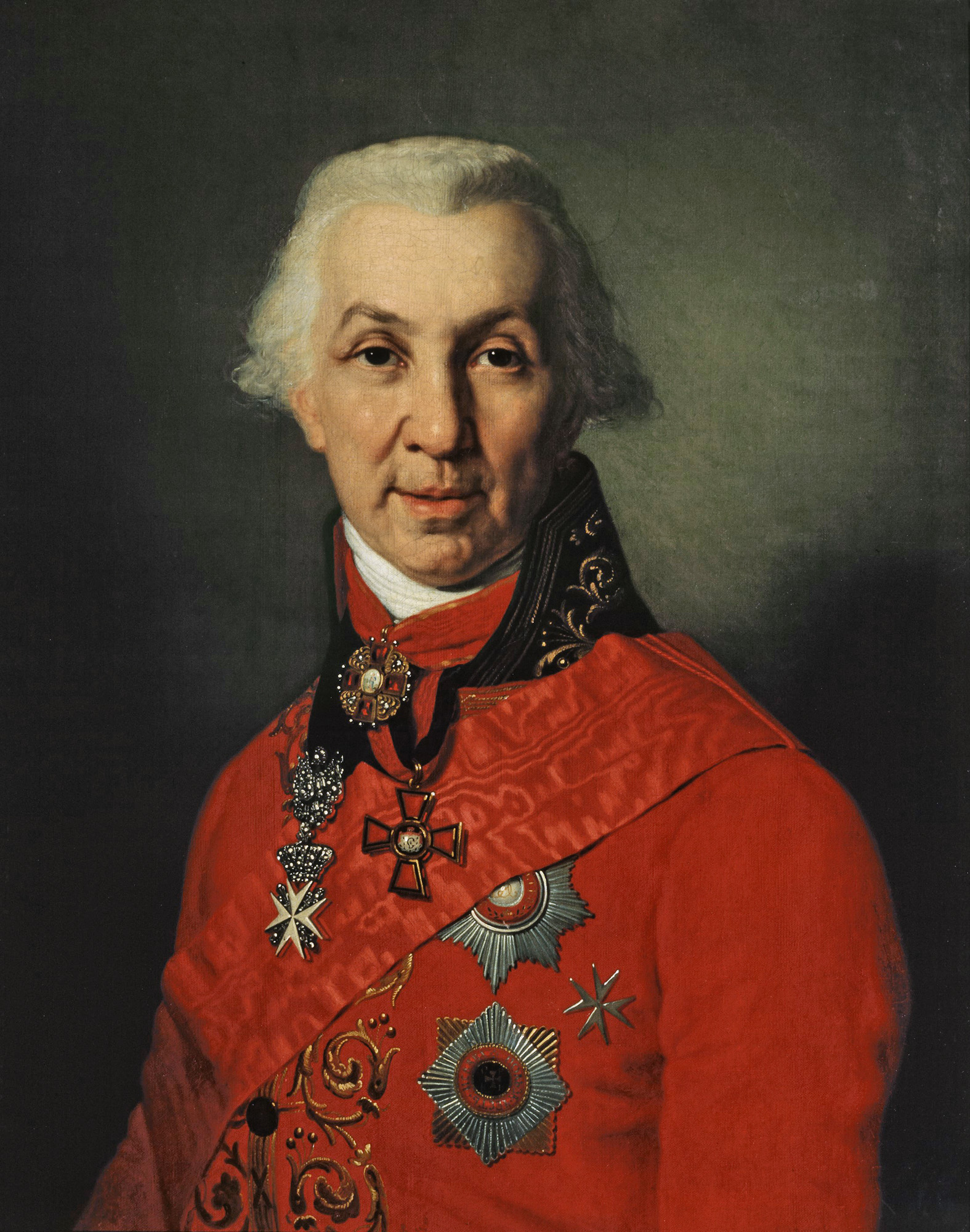
جافريلا ديرزهافين
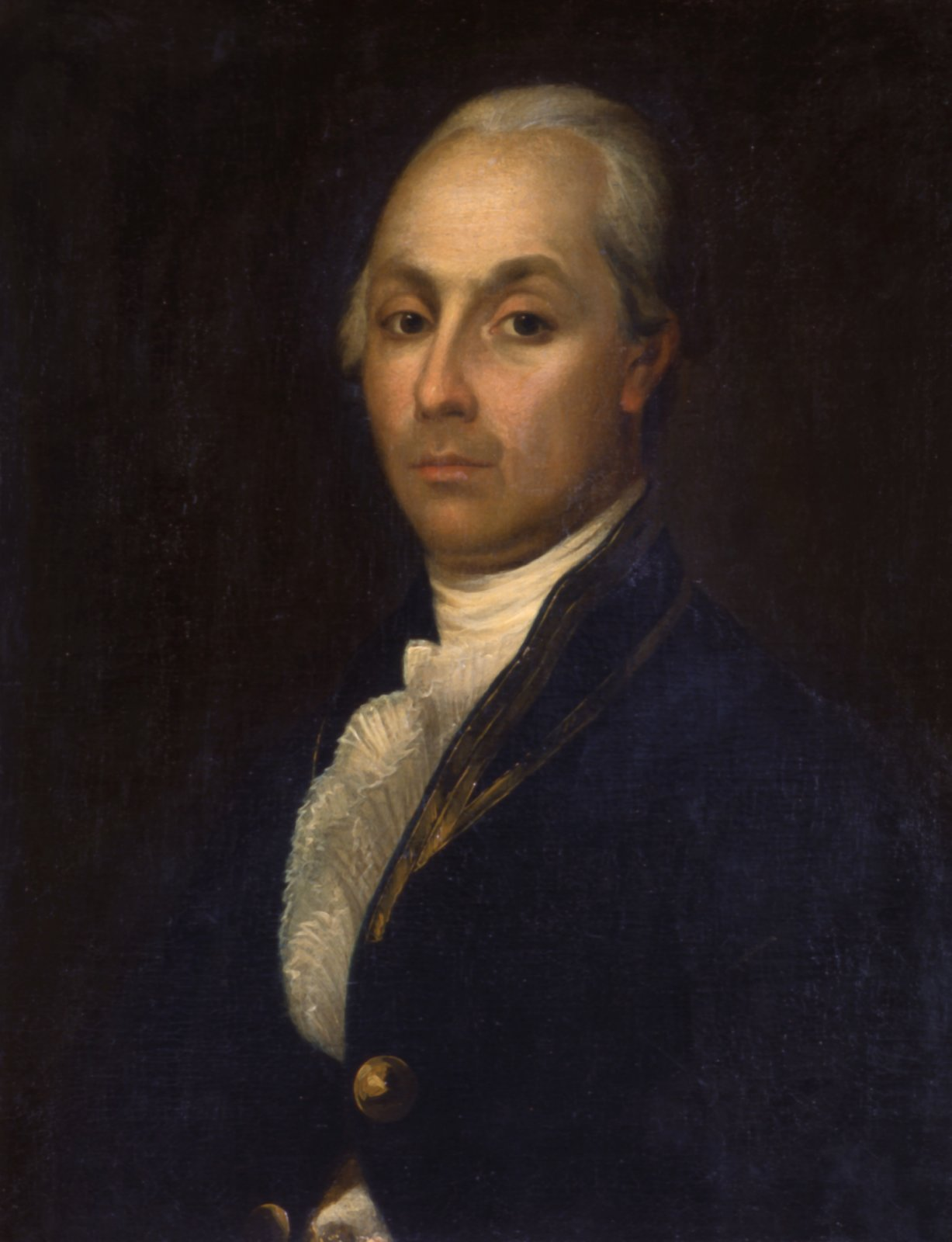
ألكسندر نيكولايفيتش راديشيف
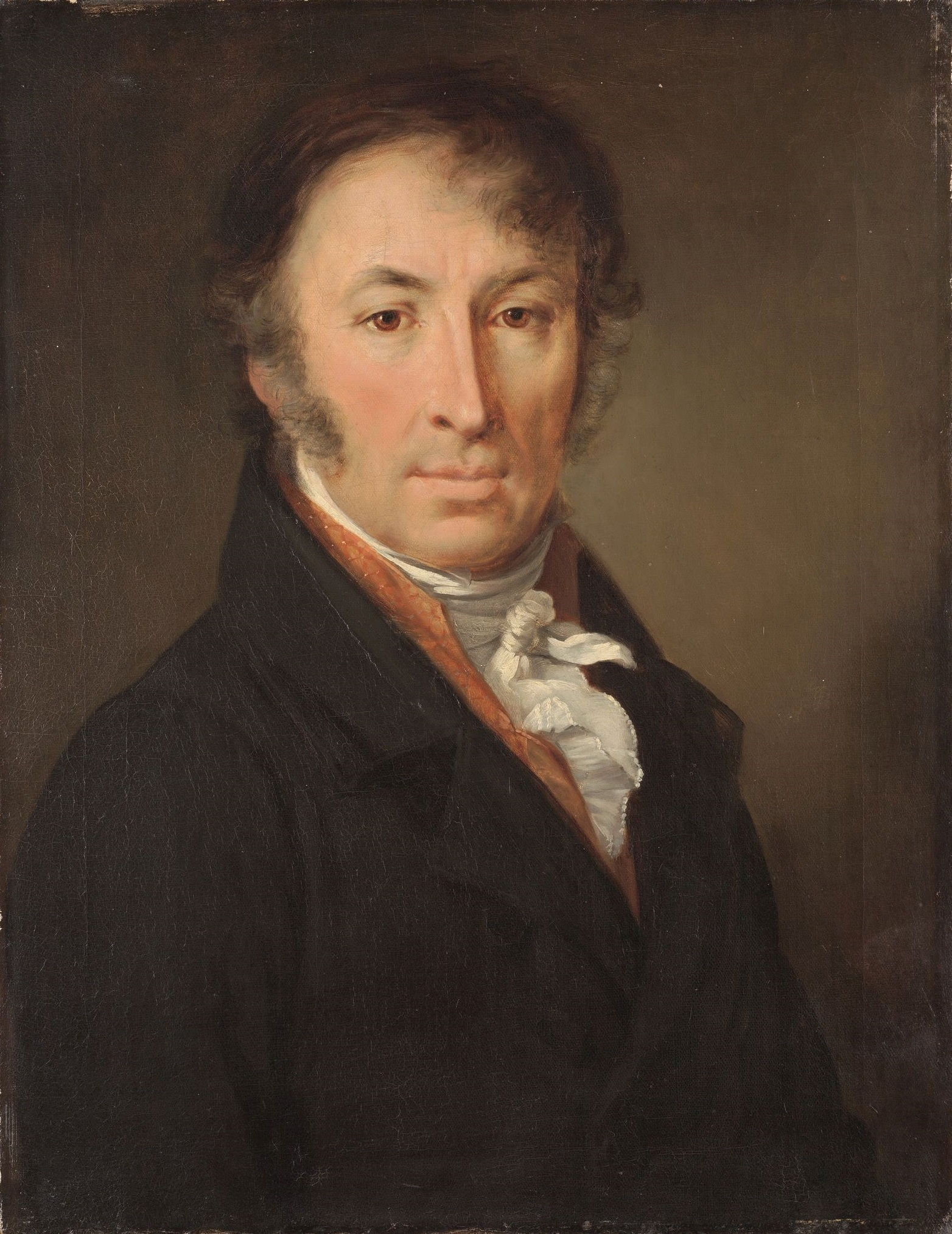
نيكولاي ميخائيلوفتش كرامزين
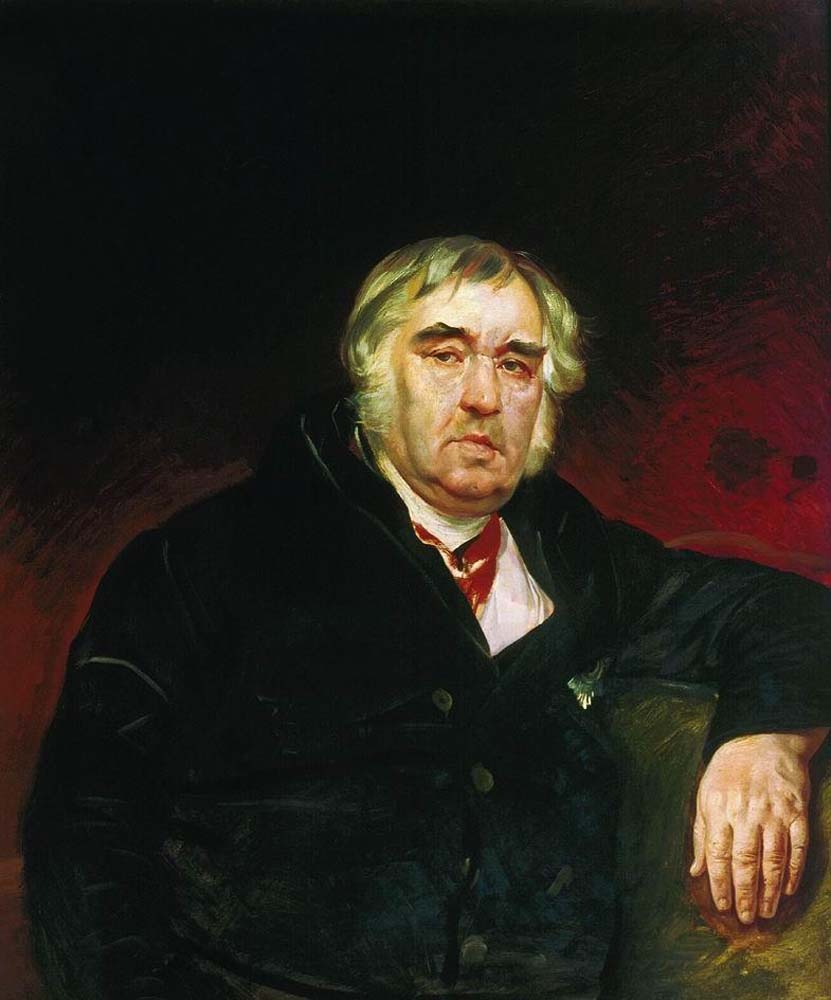
إيفان كريلوف
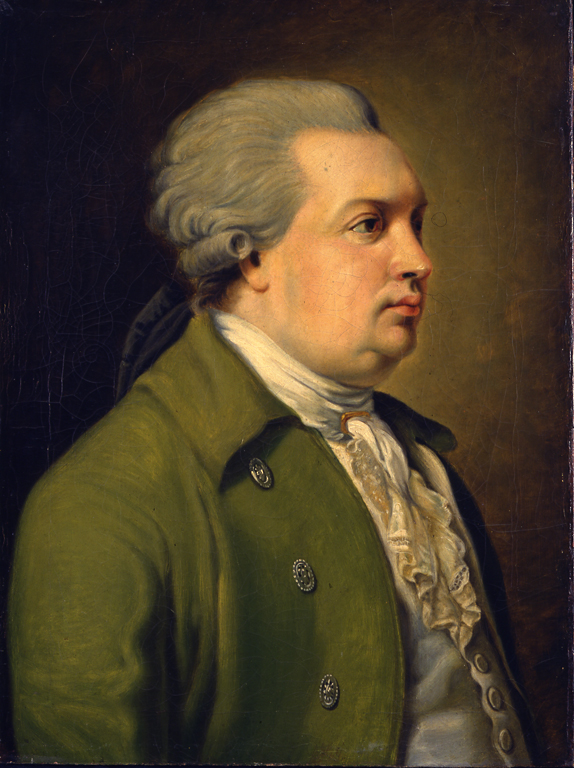
دنيس فونفيزين

شهد القرن السابع عشر تحولا جذريا في الأدب الروسي، نتيجة ترجمة عدد كبير من الأعمال الأدبية الغربية وتقليدها. وظهر الشعر المقفى لأول مرة في روسيا. كان أكبر كتَّاب هذا الأدب الجديد أفاكوم، أحد رجال الدين المحافظين، الذي تميزت كتابته باللغة المعبرة والوصف الحي للحياة اليومية، كما أدخل الراهب سميون بولتسكي في الشعر نظامًا صادقًا، يعتمد على المقطع في الأدب الروسي.
عمد القيصر بطرس الأول الذي بدأ حكمه عام 1682 م إلي إدخال الطابع الغربي في الحياة الروسية، مما أدى إلى اكتساب الأدب الروسي صبغة غربية شاملة خلال القرن الثامن عشر. ويطلق على ميخائيل لومونوسوف لقب مؤسس الأدب الروسي الحديث ورائد المدرسة الكلاسيكية. فهو الذي أوجد الشعر الروسي الحديث الذي يعتمد على نسق منتظم من المقاطع المجزأة وغير المجزأة.
ازدهرت المدرسة الكلاسيكية في روسيا في الأربعينيات من القرن الثامن عشر، تحت تأثير النماذج الغربية، وكان أصدق المعبرين عن مبادئها الكساندر سماروكوف الذي كتب قصصا ومسرحيات وأعمالاً هجائية وأغاني.
وكان أبرز شعراء القرن السابع عشر جافريلا ديرجافين الذي يمثل شعره نقطة التحول من الكلاسيكية إلى الرومانسية.

## العصرالرومانسي
بدأت بذور الحركة الرومانسية تظهر في الأدب الروسي في أواخر القرن الثامن عشر، وفي البداية كانت أقوى نزعة رومانسية هي النزعة العاطفية التي طغت في العقد الأخير منه، وركزت على المشاعر والخيال، ولكنها استمرت في استخدام الأشكال الشعرية الكلاسيكية. كما عرف عدد من كتاب العقد الأول من القرن التاسع عشر باسم أدباء ما قبل الرومانسية، وامتازوا عن العاطفيين باهتمام أكبر بالطبيعة وبالأمزجة المختلفة.
وفي العقد الثالث من القرن التاسع عشر ظهر جيل جديد من الشعراء يمثل البداية الحقيقية للرومانسية وبداية العصر الذهبي في الشعر الروسي. وقد جمع هؤلاء أيضًا بين المشاعر الرومانسية والأشكال الكلاسيكية لكن مواضيعهم كانت أكثر تنوعًا، وأبدوا اهتمامًا أشد بحرية الفرد، وتأثرًا كبيرًا بالشاعرين الإنجليزيين شكسبير وبايرون.
اعتبر ألكسندر بوشكين أعظم شاعر غنائي روسي وأبرز كاتب في مرحلة الرومانسية المبكرة. وتميزت أشعاره بلغتها الموجزة وبلاغتها الفائقة في التعبير. والأسلوب الموجز لبوشكين يجعل شعره يستعصي على الترجمة. ويبحث بوشكين في قصائده السردية عن موقع الإنسان في المجتمع. وكثير من شخصياته الرئيسية مثلا لبطل يوجين أونيجين (1825-1832م) ليسوا قادرين على إيجاد هدف للحياة وهم ينتهون ضجرين وبعيدين عن مشاعر الحب.
كتب بوشكين عام 1825م مسرحية تاريخية بعنوان بوريس غودنوف في شعر مرسل. وكانت تلك محاولة منه لإدخال الأسلوب الشكسبيري في عرض الأحداث، حسب التسلسل الزمني، في المسرحية الروسية. والفارس البرونزي قصيدة قصصية كتبها بوشكين عام (1833م) تعتبر إحدى أعظم قصائده السردية، ويلقي فيها الضوء على محاولة بطرس الأكبر لإدخال المدنية الغربية إلى روسيا وتأثير ذلك على الروس العاديين ويوضح النتائح العظيمة والمأساوية أيضًا التي تنتظرها روسيا من وراء هذه الرغبة الجامحة.
كتب بوشكين أيضًا رواية وعددًا من القصص وكانت روايته ابنة القبطان (1836م) شبيهة بالروايات التاريخية للسير وولتر سكوت الكاتب الرومانسي الأسكتلندي. ومن أجمل قصصه قصة ملكة البستوني (1834) التي تدور أحداثها حول مقامر يصاب بالجنون، بعد أن يفشل في الحصول على بعض الأموال في لعب القمار.
أديب آخر من البارزين في عشرينيات القرن التاسع عشر الميلادي هو ألكسندر غريبايدوف، وأشهر أعماله ويل من الفطنة (1825م)، والقصة ملهاة هجائية كتبها في قصيدة مقفاة. وبطل القصة تشاسكي، كما هي الحال في رواية يوجين أونيجن لبوشكين، يجد نفسه عاجزًاعن الانسجام مع مجتمعه. وقد اشتهر كل من تشاسكي وأونيجن بأنهما من طراز الرجال عديمي الفائدة الذين تحول طبائعهم الضعيفة دون السعي والكفاح لأجل الوصول إلى أهداف بناءة. واستخدم الأدباء هذه الشخصية بعد ذلك في وصف النبلاء الروس، العاجزين عن إيجاد زعامة تحررية قوية تدعم الإصلاحات السياسية والاجتماعية. وظهرت هذه الشخصية الخالية الوفاض في الأدب الروسي مرات عديدة، خلال القرن التاسع عشر وأوائل القرن العشرين.
شهد الأدب في هذه الفترة حرية أوسع في الشكل والأسلوب وإعجابًا بالمشاعر والانفعالات الإنسانية. وهذه الحركة التي بدأت في ثلاثينيات القرن التاسع عشر الميلادي ركزت أيضًا على تعميق أهمية الأحلام والرؤى والخيال. وكان الفساد السياسي والأخلاقي ضمن المواضيع السائدة في بعض الكتابات الرومانسية المتأخرة في الأدب الروسي، غير أن الرقابة اشتدت في عهد القيصر نيكولاي الأول الذي بدأ حكمه سنة 1825م واشتدت الرقابة بشكل خاص على جميع الأعمال الأدبية الناقدة للمجتمع الروسي ولا سيما ما يتعلق منها بعبودية الأرض. ومن أبرز كتَّاب هذه المرحلة: ميخائيل ليرمنتوف وفيودور تيوتشيف ونيقولاي غوغول.
كان ليرمنتوف من الشعراء والروائيين البارزين. يعبر كثير من أشعاره العاطفية عن الإحباط الشديد والتبرم بالحياة في روسيا وكان ليرمنتوف يحلم في شعره بفردوس بعيد المنال. إن الشموخ والرغبة الجامحة يؤديان بالبطل في قصة ديمون (نحو عام 1839م) إلى إضاعة هذا الوضع المثالي. وكانت قصة بطل من زماننا (1840م) التي كتبها ليرمنتوف أول رواية نفسية في الأدب الروسي. والبطل بتشورين مثال آخر للرجل خالي الوفاض، إذ أنه يضيع حياته في مغامرات لامعنى لها، لأن الطبيعة القاسية للحياة الاجتماعية والسياسية في روسيا تحول بينه وبين أي نشاط مفيد سوى القيام بواجباته العسكرية. وكتب تيوتشيف، وهو شاعر رومانسي لامع آخر، عن مثل هذه المواضيع، مثل موقع الكائنات البشرية في الكون ومدى فهمهم للطبيعة المحيطة بهم ومقدرتهم على الاتصال بعضهم ببعض لغويًا. ومن ضمن قصائده الشعرية سيلاتيوم (1830م)؛ حلم في البحر (1833م)؛ ليست الطبيعة ماتظنها أنت (1836) م.
وكان غوغول أحد أشهر الأدباء الروس. وقد قدم في أعماله الأدبية المبكرة أوصافًا تنبض بالحيوية عن الحياة في أوكرانيا، مسقط رأسه. وتاراس بولبا وهي رواية تاريخية يمجد فيها جوجول عظمة القوزاق الأوكرانيين الأوائل. واعتبر نقاد الأدب كثيرًا من أعمال جوجول المتأخرة هجاءً سياسيًا غير أن جوجول، كان يهدف أصلاً إلى السخرية من ضعف الإنسان الروحي. وتمثل الشخصيات الواردة في قصة المفتش العام (1836م) العيوب الشائعة في الطبيعة البشرية وقصة الأرواح الميتة (1842م) رغم عدم اكتمالها فإنها تعتبر من أروع سخريات جوجول، إذ نجد أن بطل القصة يتنقل داخل روسيا وهو يشتري سندات التملك لعبيد الأرض المتوفين، الذين لا تزال أسماؤهم مدونة في السجلات وهو يخطط لاستخدام تلك السندات في عملية احتيالية. وهذه الحكاية وهي هجوم على تفشي الفساد الأخلاقي، وقد أساء القرّاء في عهد جوجول فهمها وعدُّوها انتقادا للفساد السياسي.

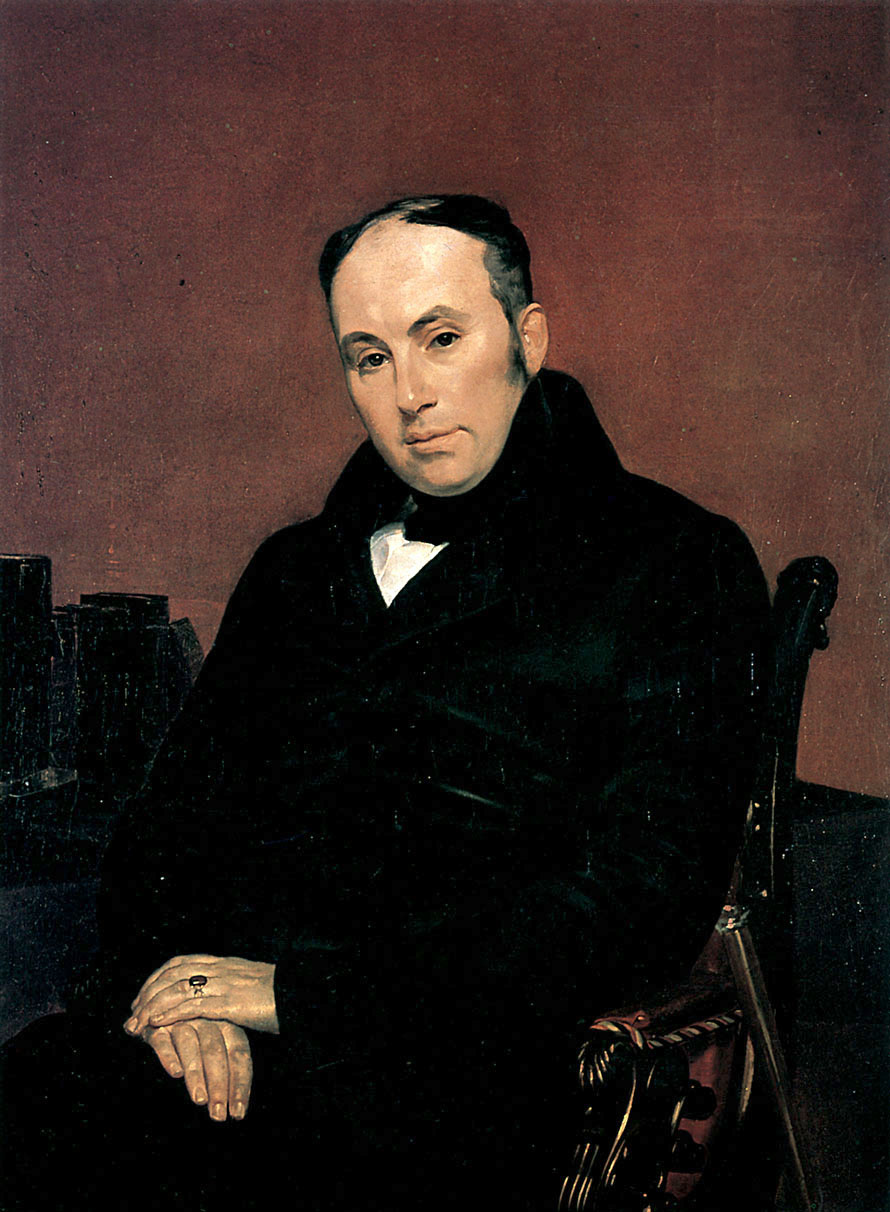
فاسيلي جوكوفسكي
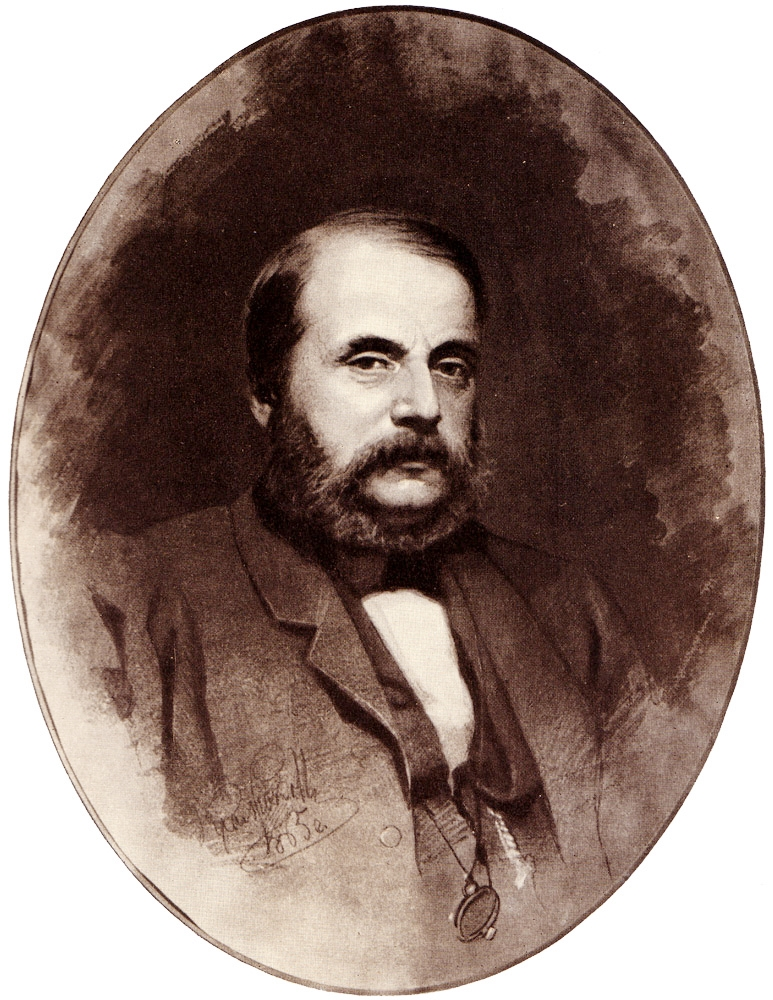
إيفان غونتشاروف
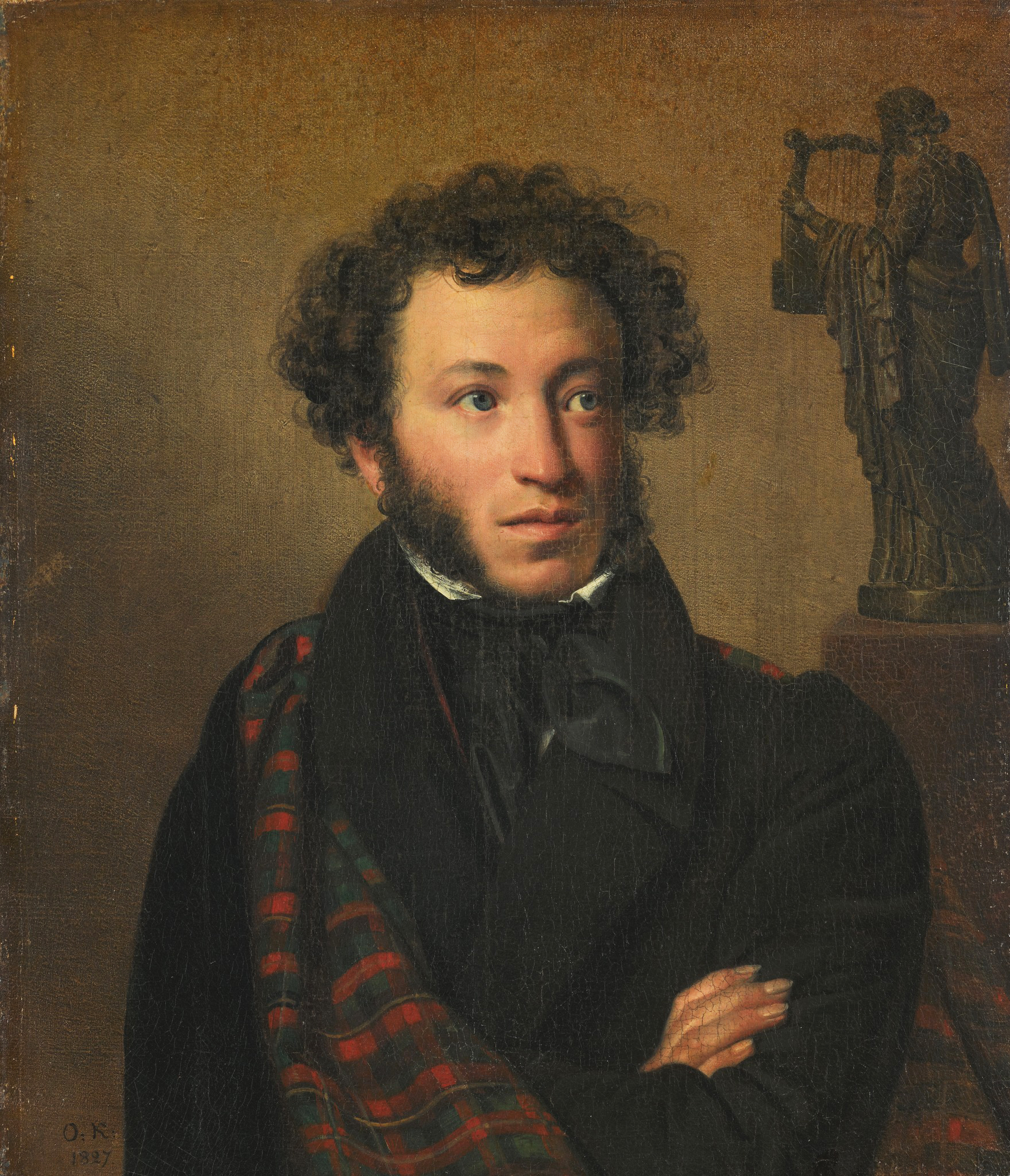
ألكسندر بوشكين
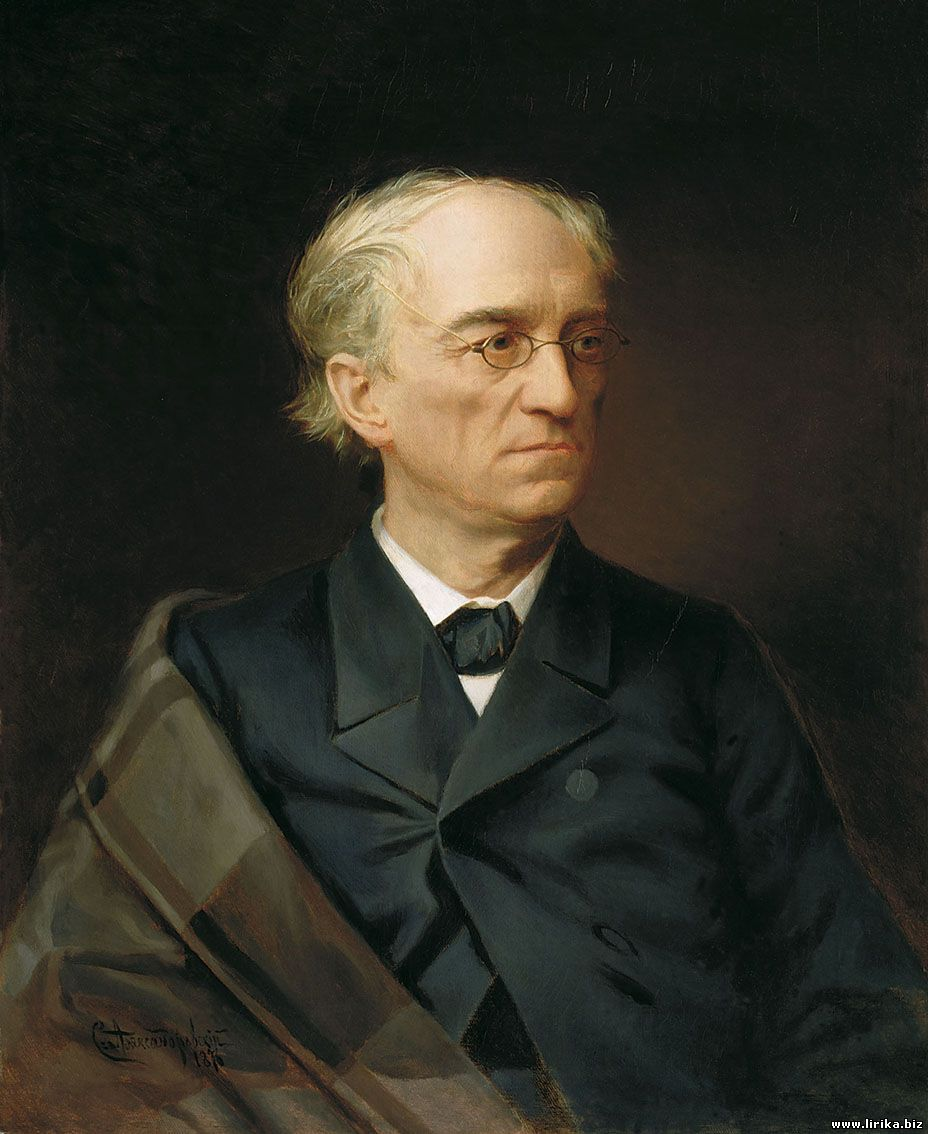
فيودور إيفانوفيتش تيوتشيف
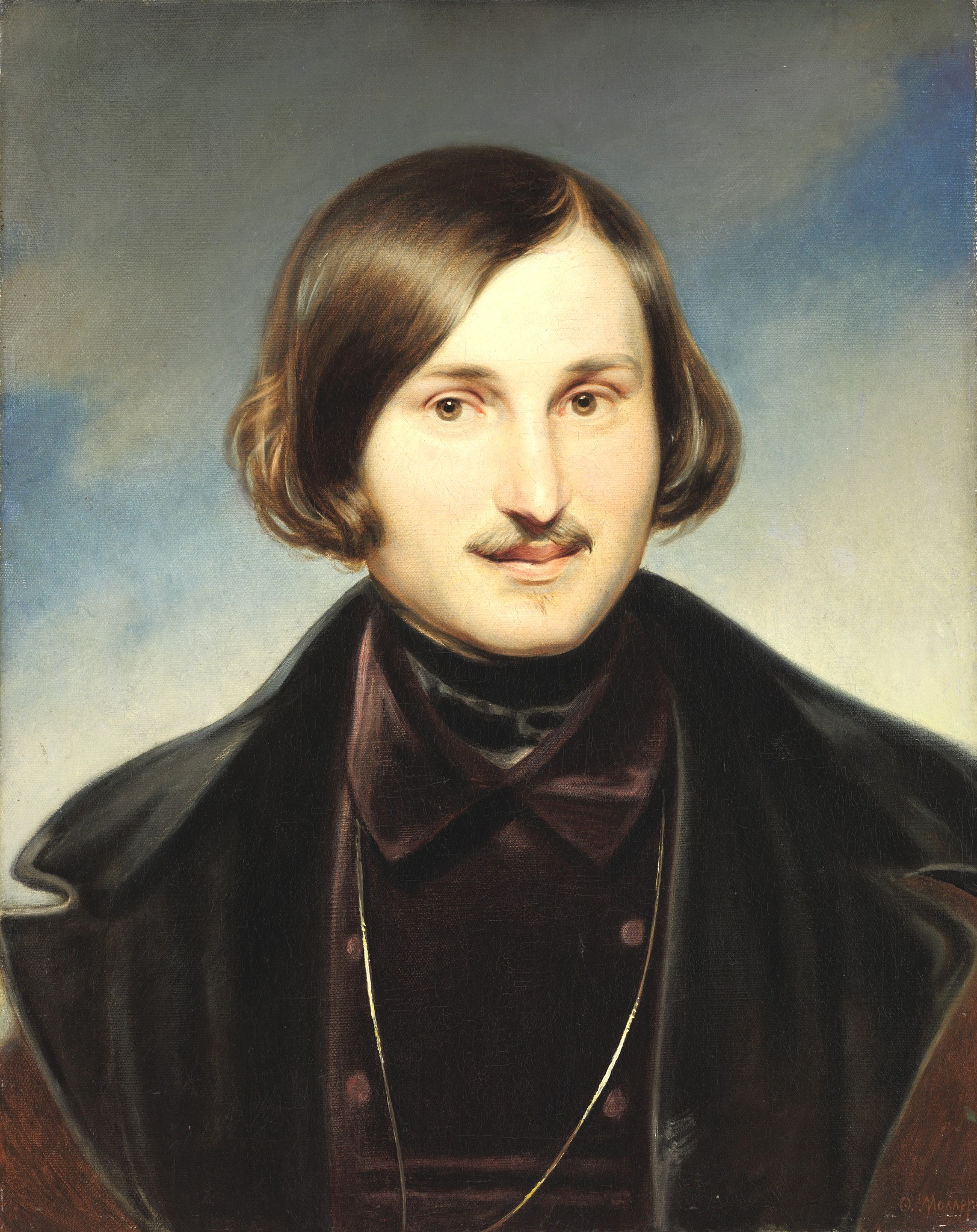
نيقولاي غوغول
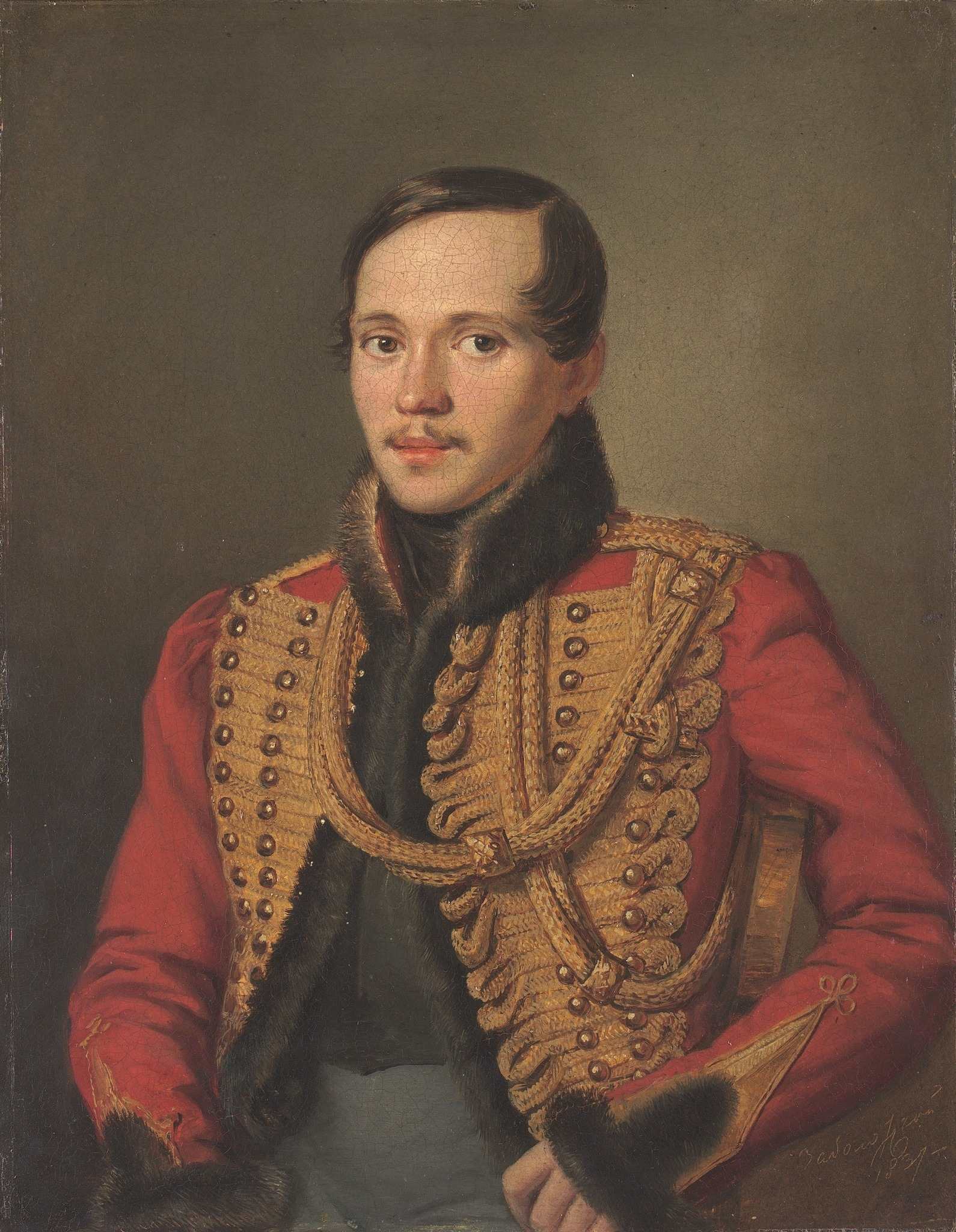
ميخائيل ليرمنتوف
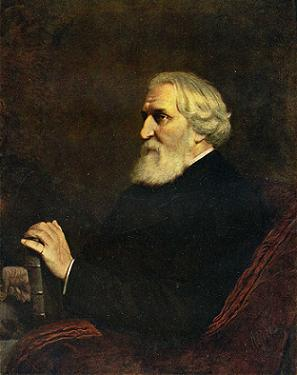
أيفان تورغينيف
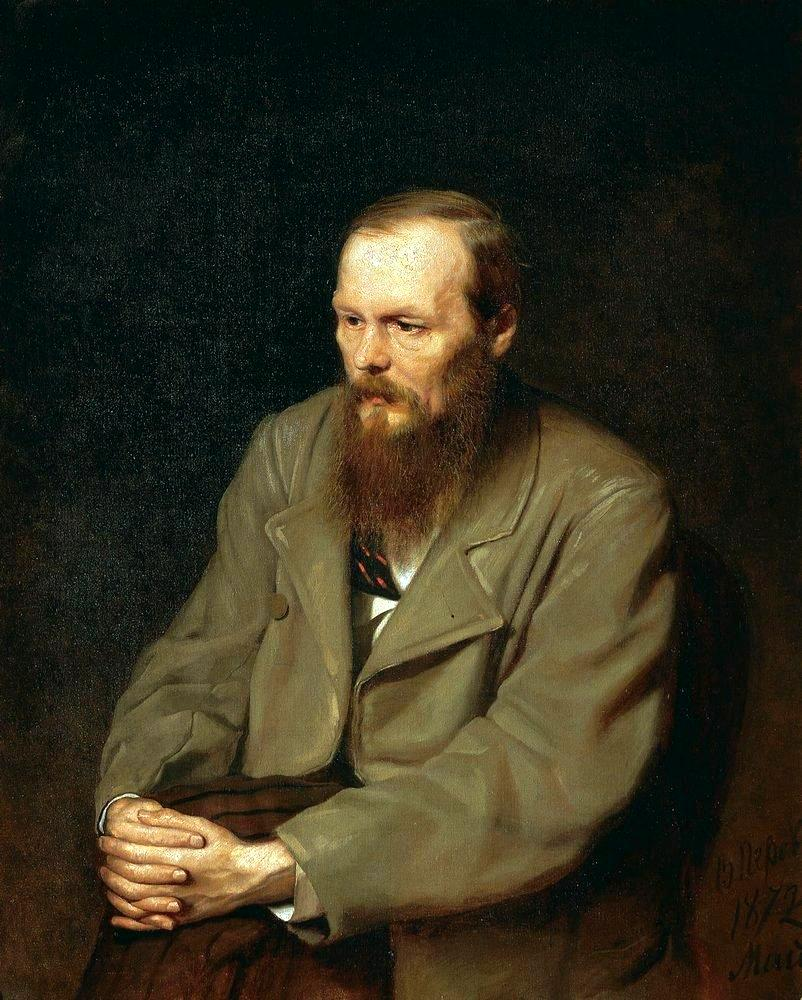
فيودور دوستويفسكي
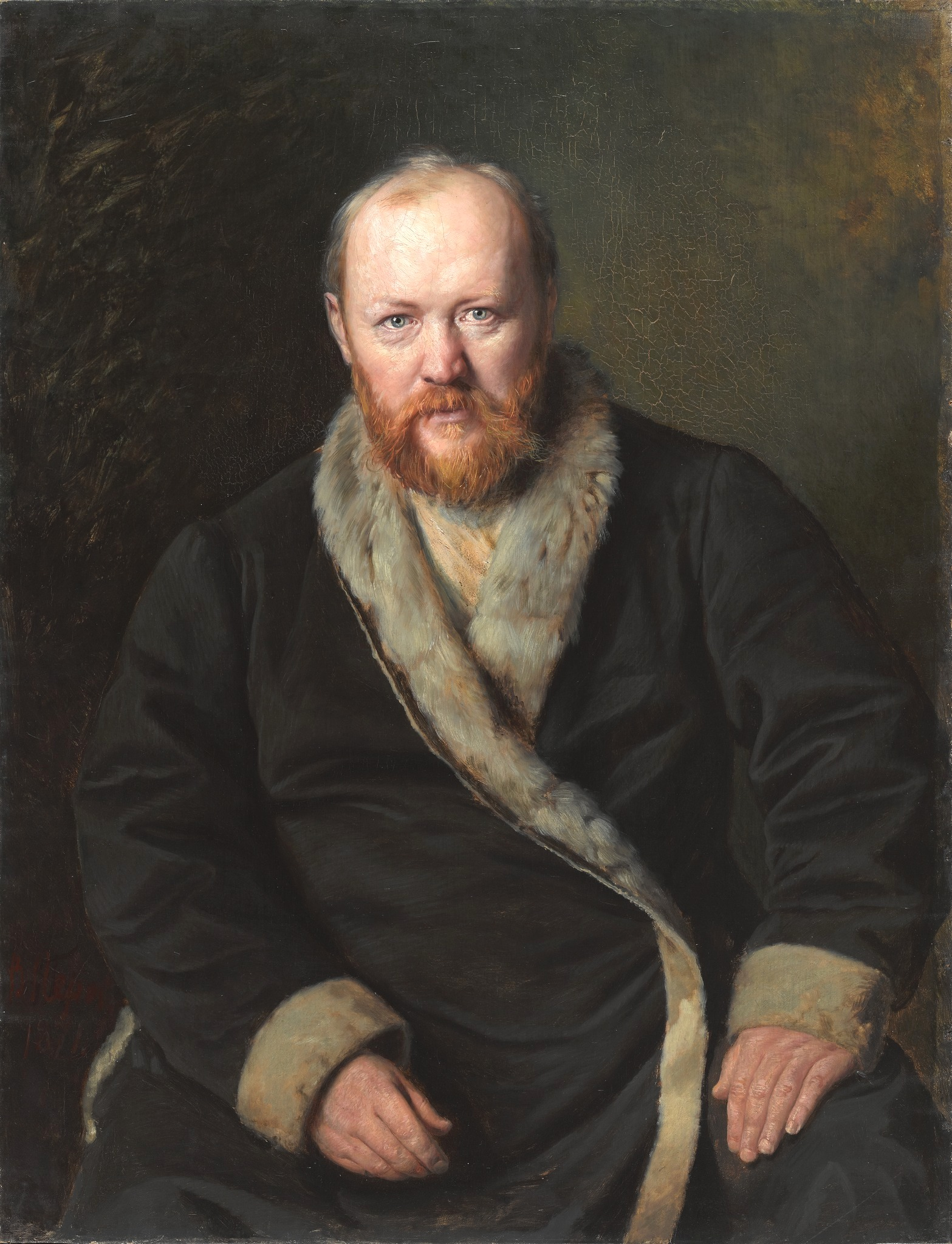
الكسندر استروفسکی
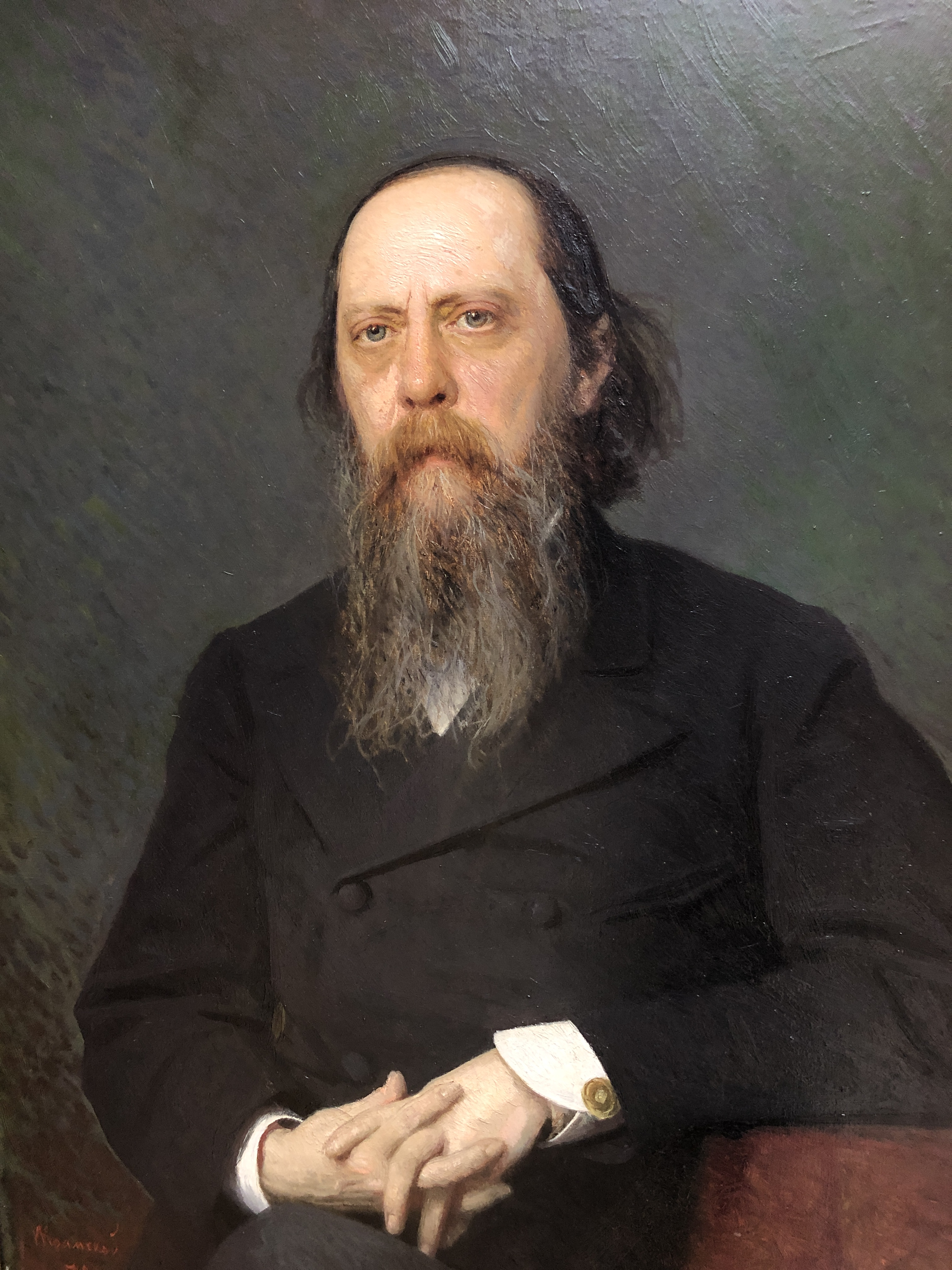
ميخائيل سالتيكوف ششيدرن
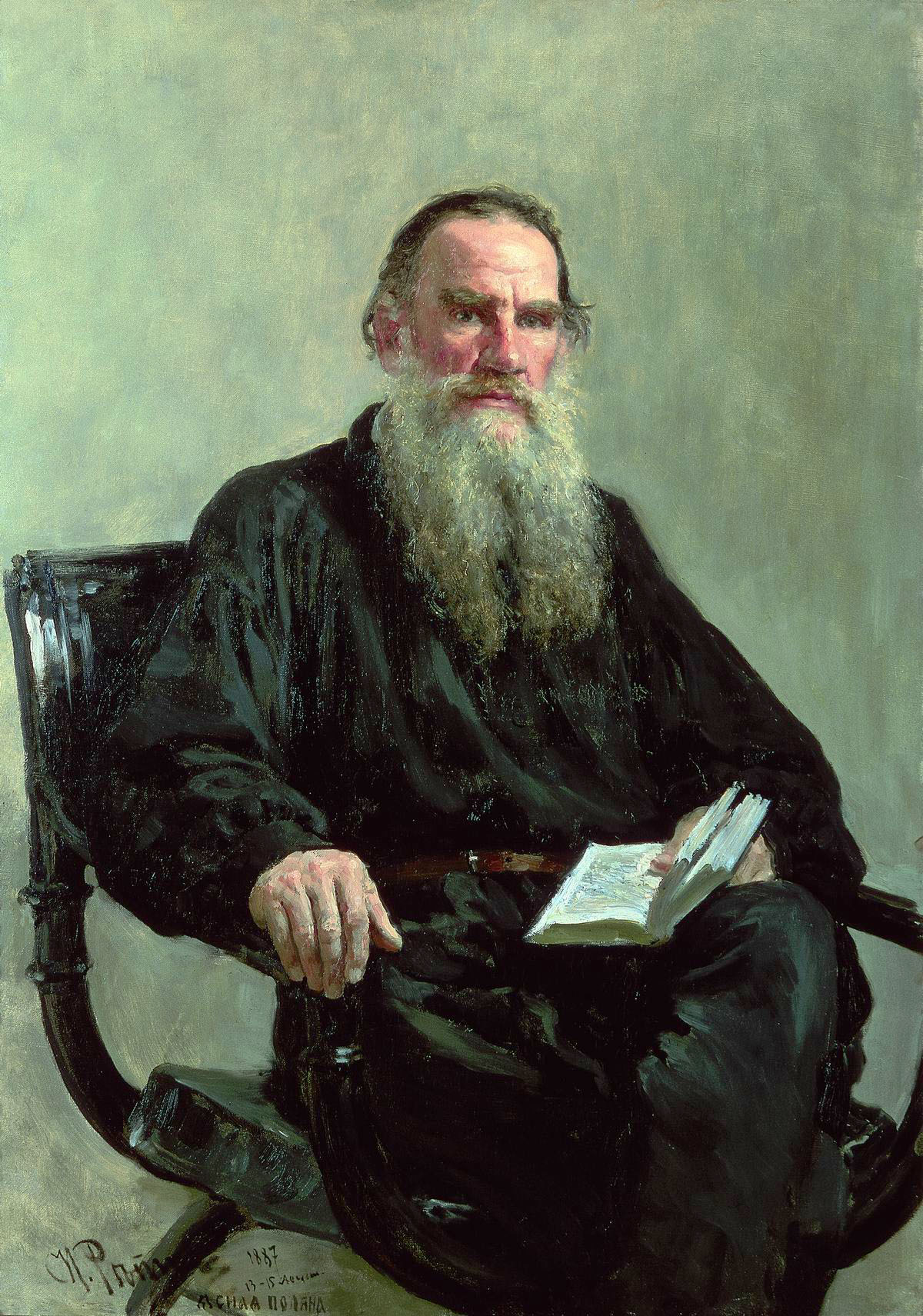
ليو تولستوي
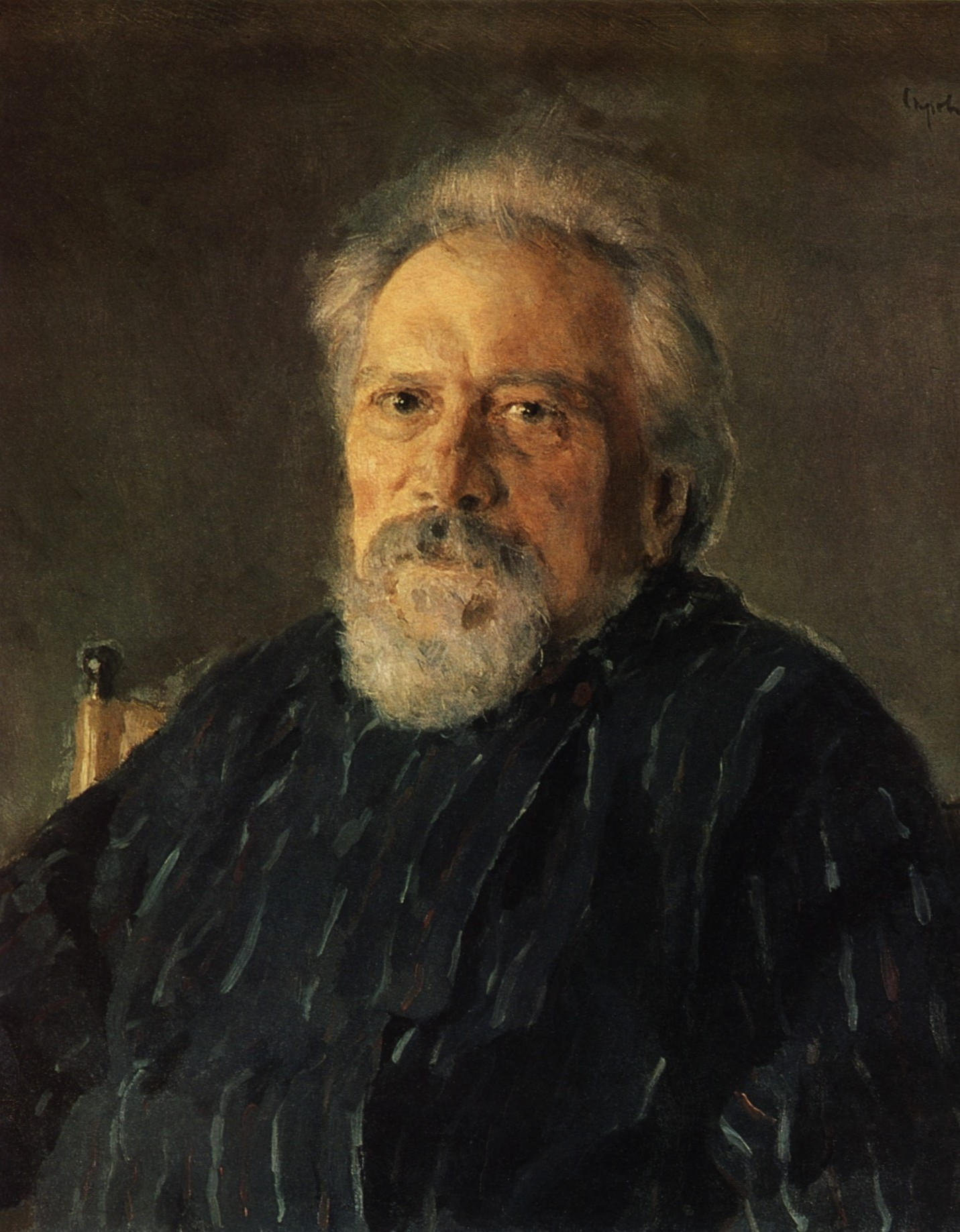
نیقولا لسکوف
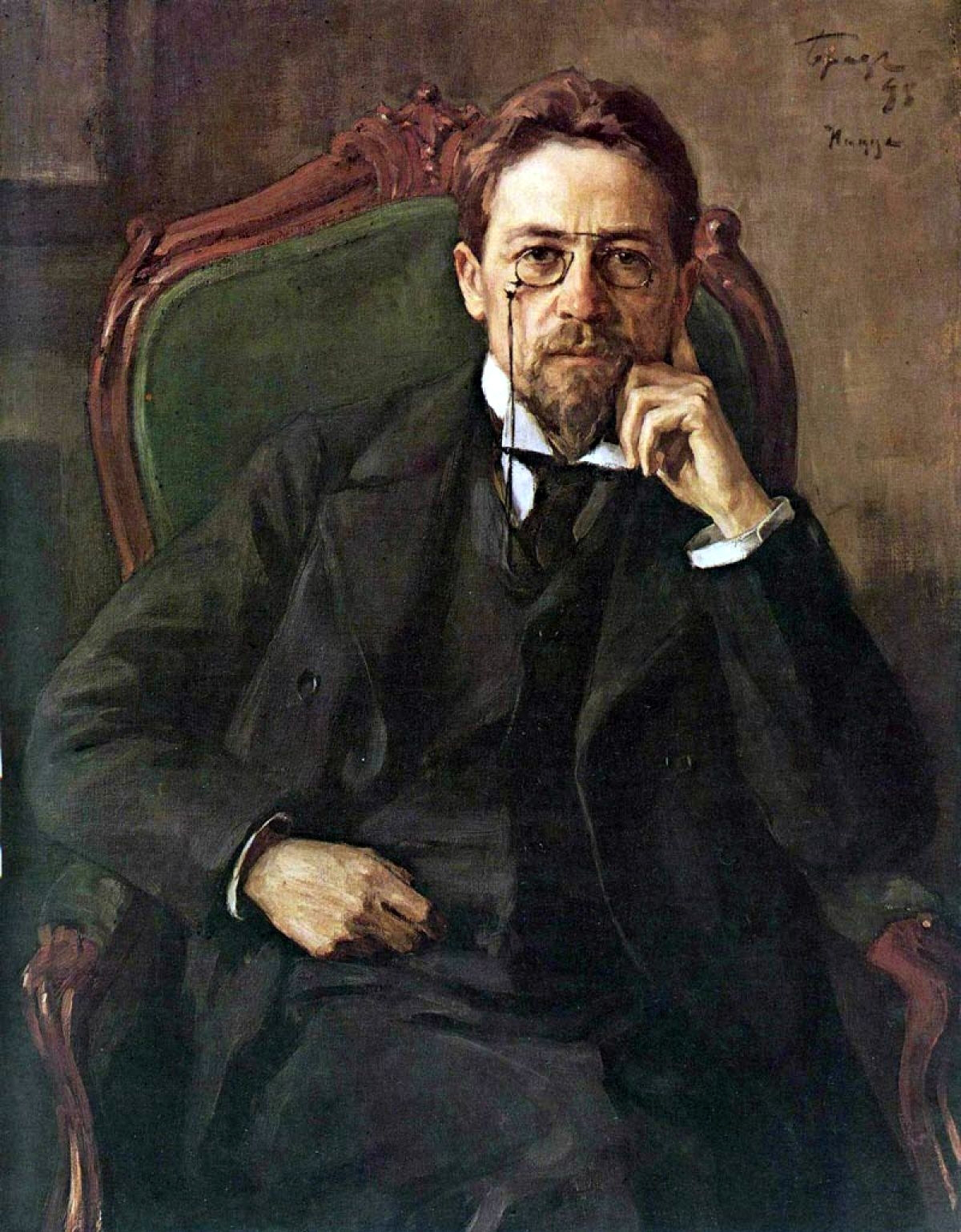
أنطون تشيخوف

## عصرالواقعية
برزت الواقعية في الأدب الروسي في الأربعينيات من القرن التاسع عشر، وسعى معظم أتباعها إلى إعطاء صورة صادقة عن الحياة والدعوة في نفس الوقت إلى الإصلاح الاجتماعي. وفي البداية جمع الأدباء خصائص رومانسية وواقعية في كتاباتهم.
إيفان تورغينيف هو من الروائيين البارزين ومؤلف روايات مسرحية أظهر تفهمًا عميقًا للمجتمع الروسي وشعبه. وساعدت روايته دفتر الرياضي (1852م) على تأجيج عواطف الجماهير نحو عبيد الأرض في روسيا ووصفهم تورجنيف بأنهم أناس ذوو مودة وكرامة. وصور أصحاب الأرض بأنهم أشخاص غير ناضجين وأنهم عديمو الإحساس. وفي رواية رودن (1856م) يصور تورجنيف الرجل التقليدي خالي الوفاض بوصفه شخصًا متحررًا، مصابًا بالإحباط، أما رواية الآباء والبنون فقد جاءت في المرتبة الأولى من بين أعمال تورجنيف في محتواها الدرامي وتحليل شخصياتها. وهو يعرض فيها الشباب الروسي المتطرف في السنوات الأولى لستينيات القرن التاسع عشر الميلادي يصفهم بأنهم ذوو إرادة قوية، وهم لايحترمون السلطات ولا يراعون التقاليد ويرغبون في إحداث التغيير، غير أن المجتمع ليس مستعدًا للقيام بالثورة. ويموت البطل بازاروف في حالة يأس وإحباط. وكان أحد مواضيع تورجنيف المفضلة هو الحب الناشئ كما جاء في آسيا (1858) والحب الأول (1860م). ففي الحب الأول يمر شاب بتجربة صدمته، حين يكتشف أنّ البنت التي يحبّها هي خليلة أبيه. وفي أنجح رواياته المسماة شهر في الريف (وقد أكملها عام 1850م) يسرد تورجنيف قصة مماثلة، حيث تتنافس إحدى البنات وولية أمرها على حُب مدرس شاب.
حاول الروائي إيفان غونتشاروف إقناع الروس المتحررين بأن العمل الفعلي وليست الأفكار العاطفية، هي التي تؤدِّي إلى الإصلاح الاجتماعي. وفي رواية أوبلوموف (1859 م) يصور المؤلف، الرجل خالي الوفاض، صاحب أرض كريم المحتد ومع أن أوبلوموف شخص ذكي إلا أنه قد فشل في تحقيق أي هدف مما كان يحلم به. وقد بدأ الروس على أثر نشر هذه الرواية بالإشارة إلى أي عمل غير مجدٍ لأصحاب السلطة، بالأوبلوموفية.
كتب ألكسندر أستروفسكي، وهوأكثر كتاب المسرحية الروس شهرة وأغزرهم إنتاجًا، روايات ينتقد فيها الطبقة الوسطى. واستخدم اللغة الروسية اليومية الدارجة مما جعل رواياته تلقى إقبالاً شديدًا. والأوغاد في روايات أستروفسكي هم نتاج العالم التجاري، وهم جشعون ومخادعون ومتحكمون. وفي رواية الفقر ليس جريمة (1854م) يقرر أحد رجال الأعمال الأنانيين تزويج ابنته من أحد الأثرياء الغشاشين. وأعظم أعمال أستروفسكي العاصفة (1860م) يصور فيها الكاتب القصة المأساوية لزوجة أحد التجار، التي تُقْدِم على الانتحار لكي تتخلص من استبداد حماتها.
برز في خمسينيات القرن التاسع عشر كاتب آخر هو سيرجي إكساكوف. وقد استند في وصفه المفعم بالحيوية للطبيعة والناس على الخبرة الطفولية. وعلى نقيض الأدباء الواقعيين الروس، لم يهاجم إكساكوف المجتمع الروسي في كتاباته ولم يدافع عنه أيضًا. ومن بين رواياته تاريخ العائلة (1856م)، وطفولة الحفيد باغاروف (1858م).
جاءت ستينيات وسبعينيات القرن التاسع عشرالميلادي، لتنتهي خلالها الرومانسية في الأدب الروسي وبرز الكتَّاب الواقعيون الروس وهم يكتبون عن الأوضاع الاجتماعية وحلت كتابة النثر المبسط محل الأسلوب الأنيق للرومانسية وأصبحت الرواية الشكل الرئيسي للكتابة الأدبية. وقد تضمن العديد من الرِّوايات شخصيات مفعمة بالحيوية ولكن في بنية قليلة الحبكة.
ألَّف الكونت ليو تولستوي، وهو أكبر كاتب روسي في الأدب القصصي أعظم رواياته في ستينيات وسبعينيات القرن التاسع عشر. ونبذ تولستوي القيم الرومانسية للبطولة والحب العذري وأظهر بدلاً من ذلك اهتمامًا عميقًا بالمراحل الطبيعية للنمو البشري، كالولادة والزواج والوفاة. وروايته الرائعة الحرب والسلام (1869م) جلبت الانتباه إلى طبيعة الاجتياح الفرنسي لروسيا ونيرانه عام 1812م. ولكن الرواية ترفض كذلك فكرة الحرب وتكشف عن رغبة تولستوي في حياة هادئة تنسجم مع الطبيعة. وفي أنّا كارنينا (1875-1877م) هاجم تولستوي الحب الرومانسي باعتباره ضربًا من الانغماس الذاتي وشجع بدلاً من ذلك الإحساس بالواجب الأخلاقي وحب الأسرة. أما روايته موت إيفان إيليتش فإنها صورة مرعبة لموت رجل، وقبوله لمصيره المحتوم باعتبار ذلك نهاية طبيعية للحياة.
ومن الكتاب الروائيين الروس الكبار دوستويفسكي الذي اشتهرت رواياته بالأوصاف الدراماتيكية للصراعات الداخلية، والتي تعاني شخصياتها من تنازع روحي عنيفبين إيمانهم بالله ومشاعرهم القوية المفعمة بالكبرياء والأنانية.
ويصف لنا دوستويفسكي في الجريمة والعقاب (1866م)، وهي روايته الأكثر إثارة، حالة أحد القتلة وهو يقاسي عذاب الضمير، ثم يسترد البطل حالته الطبيعية، عندما يعترف بجريمته ويرضى بالعقاب الذي يستحقه. ورواية الممسوس (1871-1872م) والتي تُعرف أيضًا بالأبالسة، يصف لنا فيها الكُتّاب السياسيين المتطرفين. وفي رواية الإخوة كارامازوف (1879-1880م) وهي آخر روايات دوستويفسكي وأعظمها، يتحدث عن رجل شرير يقتله أحد أبنائه الأربعة. والصورة الرمزية التي يعرضها المؤلف عن نجاة الأولاد الآخرين من الخطيئة، هي إيمانه بالقدرة الإلهية على إنقاذ الناس من الخطيئة.

## الواقعية المتأخرة
عندما جلس إسكندر الثالث على عرش القياصرة، عارض كثيرًا من الإصلاحات التي قام بها والده إسكندر الثاني، وظهرت موضوعات كثيرة، تتسم باليأس والمرارة في الكتابات الروسية، نتيجة لقسوة الحكم القيصري في ثمانينيات وتسعينيات القرن التاسع عشر. وأصبحت القصص والمسرحيات تُمثِّل الأشكال الأدبية للواقعية المتأخرة.
وكان أنطون تشيخوف من كتاب القصة القصيرة والمسرحية البارزين. ومعظم أعماله تتعلق بالسأم والإحباط من الحياة. وفي رواية لونيتش (1898م) يورد تشيخوف قصة طبيب مثالي حساس، يصبح كسولاً ومعجبًا بنفسه كلما تقدم في العمر. والعم فانيا (1899م) مسرحية عن أحد المثقفين الذين يصيبهم الضياع، فيعيش حياة واقعية، بينما كان يعتقد بأنه يكرس نفسه للمثاليات. وتحكي الأخوات الثلاث (1901م ) قصة أسرة يتصف أعضاؤها بضعف شديد في الإرادة، بحيث لا يبذلون أي جهد لتحسين أوضاعهم المعيشية السيئة. ويبحث تشيخوف في بستان الكرز (1904)م انحلال دور الأشراف أصحاب الأرض.
وهناك روايات ومسرحيات وقصص مكسيم جوركي، آخر الأدباء الروس الكبار من الواقعيين والذي تعكس أعماله الأدبية المبكرة فلسفته الشيوعية وهو يصف الفقرالمدقع الذي تعاني منه الطبقات الدنيا. وأشهر مسرحيات جوركي الأعماق الدنيا (1902م( التي يفرغ فيها المؤلف الحياة البائسة التي يعيشها ساكنو أحد الملاجئ في قالب مسرحي. وكثير من الأفكار الرئيسية لأعمال جوركي المتأخرة كانت تتضمن انحلال الطبقة المتوسطة العليا، كما نشاهد ذلك في رواية أعمال الأرتاماتوفيين (1925م). كذلك كتب جوركي سيرته الذاتية المفصلة ونشر مذكراته حول من التقى بهم وصادقهم من كبار الكتاب الروس.

## التجديد الأدبي
يطلق اسم العصر الفضي في الأدب الروسي على العقد الأخير من القرن التاسع عشر وأول ثلاثة عقود من القرن العشرين، وهي فترة شهدت قدرًا هائلا من التجديد والنشاط في الأدب. ففي هذه الفترة ظهرت المدرسة الرمزية، التي عادت إلى الأحلام والتخيلات الرومانسية، وكان أبرز كتابها ألكسندر بلوك وأندريا بيليه. كما اشتهر في نفس الفترة الكاتبان ليونيد أندرييف وإيفان بونين.
وتولدت من الرمزية حركة ما بعد الرمزية، التي كانت بمثابة ثورة ضد الغموض والطابع الفلسفي في أعمال الرمزيين، ومن أهم أتباعها مجموعة الذرويون، التي اتجهت إلى كتابة شعر واضح الصور بلغة أكثر دقة. ومن المجموعات الأخرى الشعراءالمستقبليون الذين ابتعدوا عن الموضوعات والمفردات الشعرية التقليدية.
ومن أعظم شعراء القرن العشرين بوريس باسترناك، الذي كتب دواوين شعرية في غاية الأصالة، مثل توأم في السحاب (1914م)، وحاز شهرة عالمية من روايته الملحمية دكتور زيفاجو (1957م).

## القرن العشرون والأدب السوفيتي
تمثل الثورة الشيوعية عام 1917م بداية عصر جديد في الأدب الروسي، فقد أحكمت الرقابة على الأدب، وهاجر كتاب كثيرون، وسُجِنَ وأعْدِمَ كثيرون غيرهم، وسيطرت الدولة والحزب على المطابع والصحافة.
وفي العشرينيات من القرن العشرين خففت الدولة من قبضتها الصارمة، وظهرت مجموعة جديدة من الشعراء والروائيين تُدعى رفاق السفر، من أهم أعضائها كاتب القصة إسحاق بابل والروائيان ليونيد ليونوف وأليكسي تولستوي.
ولكن الدولة فرضت على الكتاب أن يخدموا أغراضها، فظهرت روايات المصانع مثلاً، مع بدء الخطة الخمسية الأولي عام 1928م.
وفي الثلاثينيات حظرت الحكومة نشاط جميع الجمعيات الأدبية، وأنشأت اتحاد الكتاب السوفييت الذي ابتدع نظرية الواقعية الاشتراكية، وطرد من الاتحاد كل من لم يلتزم بهذه النظرية. وازدهرت الرواية التاريخية في تلك الفترة، ومن أفضلها الرواية الملحمية وبهدوء يتدفق الدون (1928- 1940) لميخائيل شولوخوف. وأثناء الحرب العالمية الثانية، مُنح الكُتَّاب قدرًا أكبر من الحرية وظهرت روايات وطنية، منها أيام وليال لقسطنطين سيمونوف.
خففت القيود مرة أخرى بعد وفاة ستالين، ولكن الرقابة الصارمة عادت بعد نشر رواية ألكسندر سولجنيتسين يوم في حياة إيفان دنوسوفتش (1962م). وفي الستينيات، برزت مجموعة من الكتاب الشبان المتحررين ومنهم الشاعر يفجيني يفتشينكو.
وبسبب الرقابة والقيود كانت بعض الأعمال الأدبية تُتَداول سرًا على شكل مخطوطات، ونشر بعضها خارج الاتحاد السوفييتي السابق مثل رواية دكتور زيفاجو.
ومن الأعمال التي نُشرت في الخارج قصص وروايات أندريه سنيافسكي، الذي استخدم اسم أبرام ترتز، وأعمال سولزينتسين الذي منح جائزة نوبل للأدب عام 1970 م ونفي من الاتحاد السوفييتي السابق عام 1974م.
ورغم القيود السياسية في السبعينينات استمر عدد من الأدباء في انتقاد المجتمع السوفييتي، وفضح مافيه من أنانية ونفاق. وفي منتصف الثمانينيات وحتى أوائل التسعينيات من القرن العشرين تضاءلت الرقابة إلى حدٍ كبير في ظل سياسة الانفتاح (الجلاسنوست)، التي تبناها ميخائيل جورباتشوف، ونُشرت لأول مرة بعض الأعمال الأدبية المهمة، التي كانت محظورة في السابق. وبتفكّك الاتحاد السوفييتي عام 1991م إلى دول مستقلة، انتهى عهد الأدب السوفييتي.
يوسف برودسكي

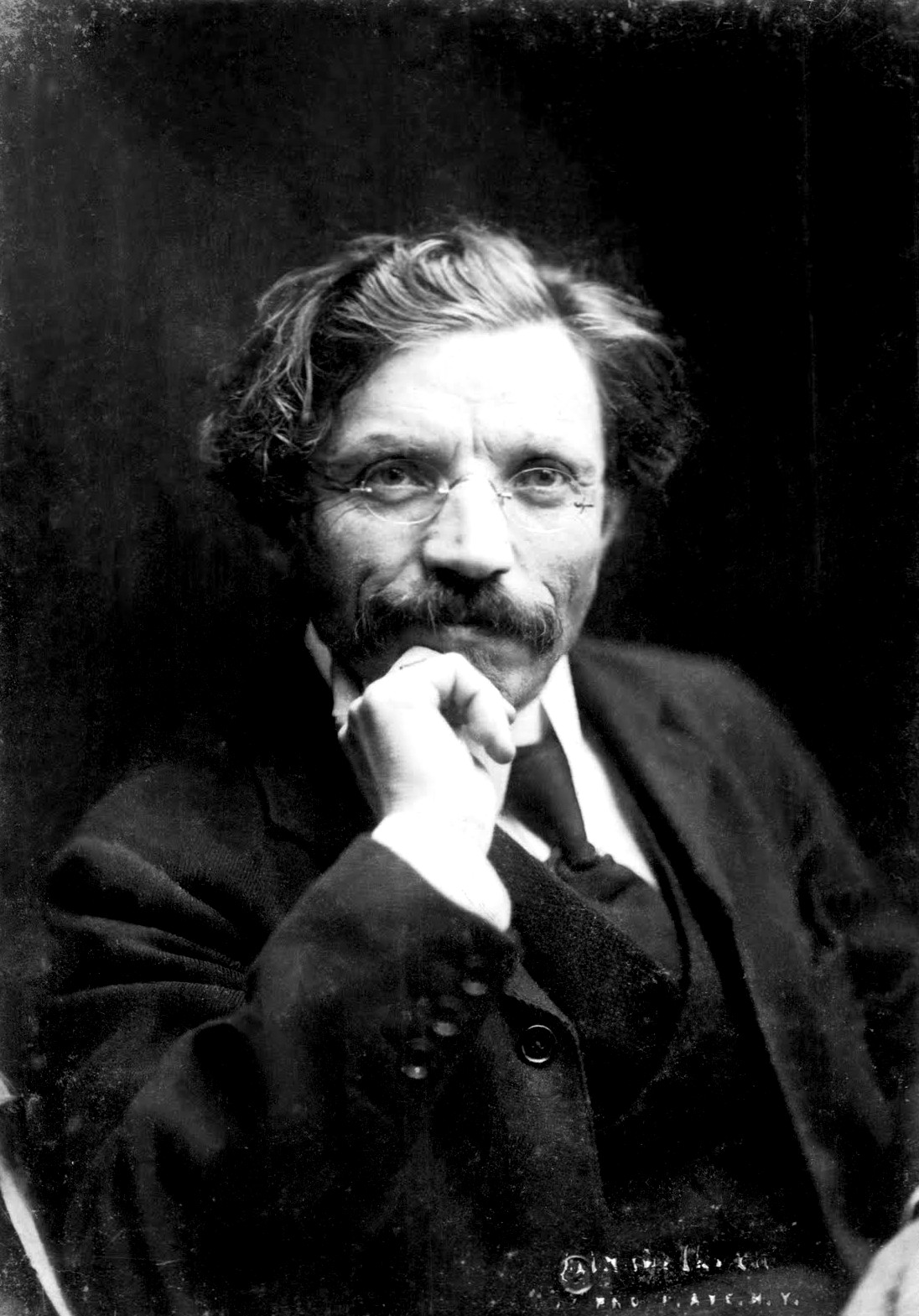
شالوم اليخيم
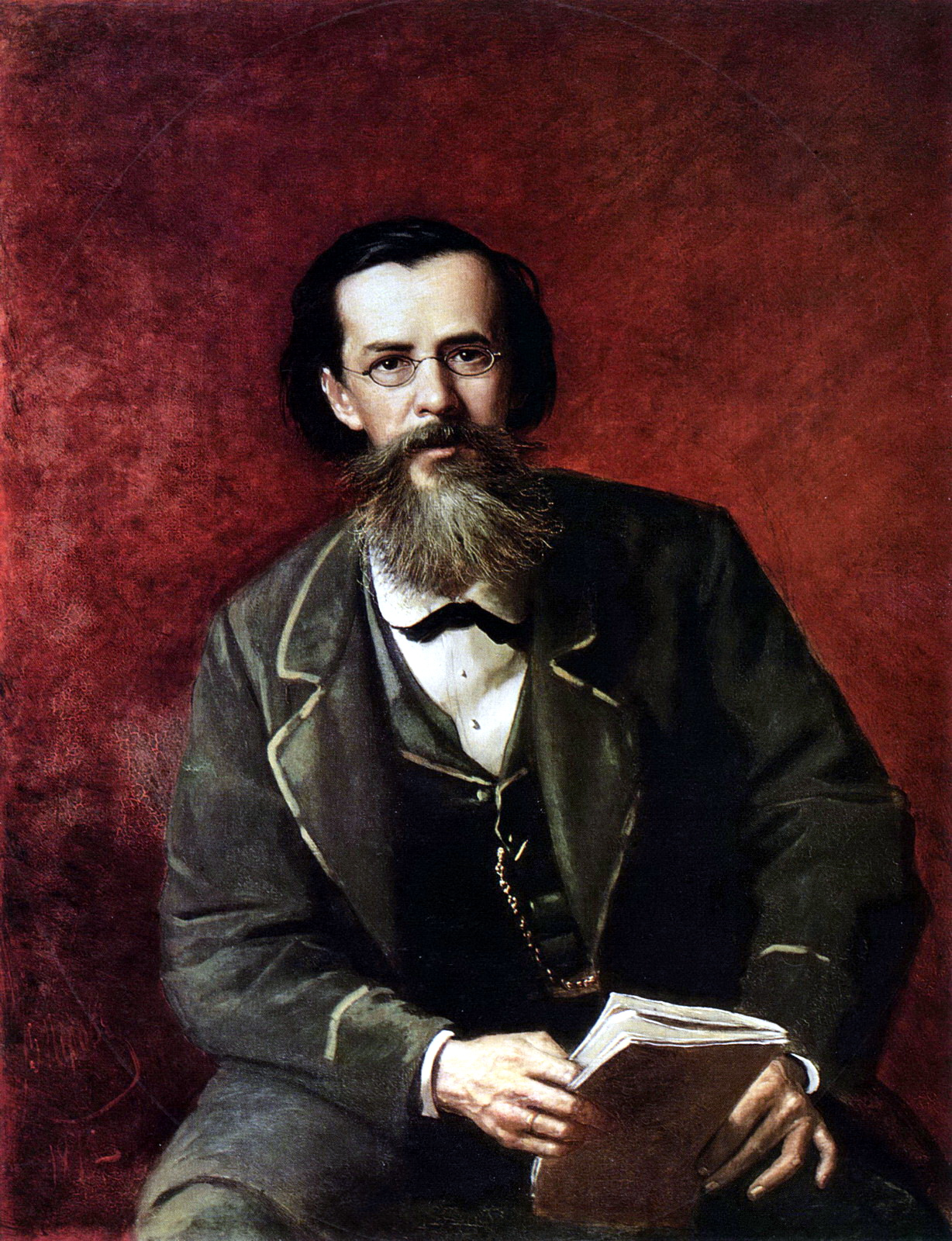
أبولون مايكوف
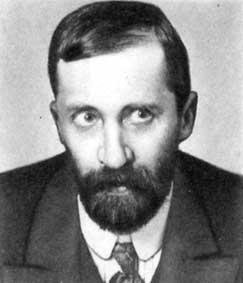
ديمتري ميرزكوفسكي
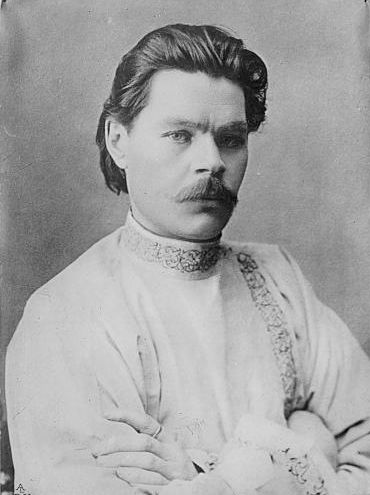
مكسيم غوركي
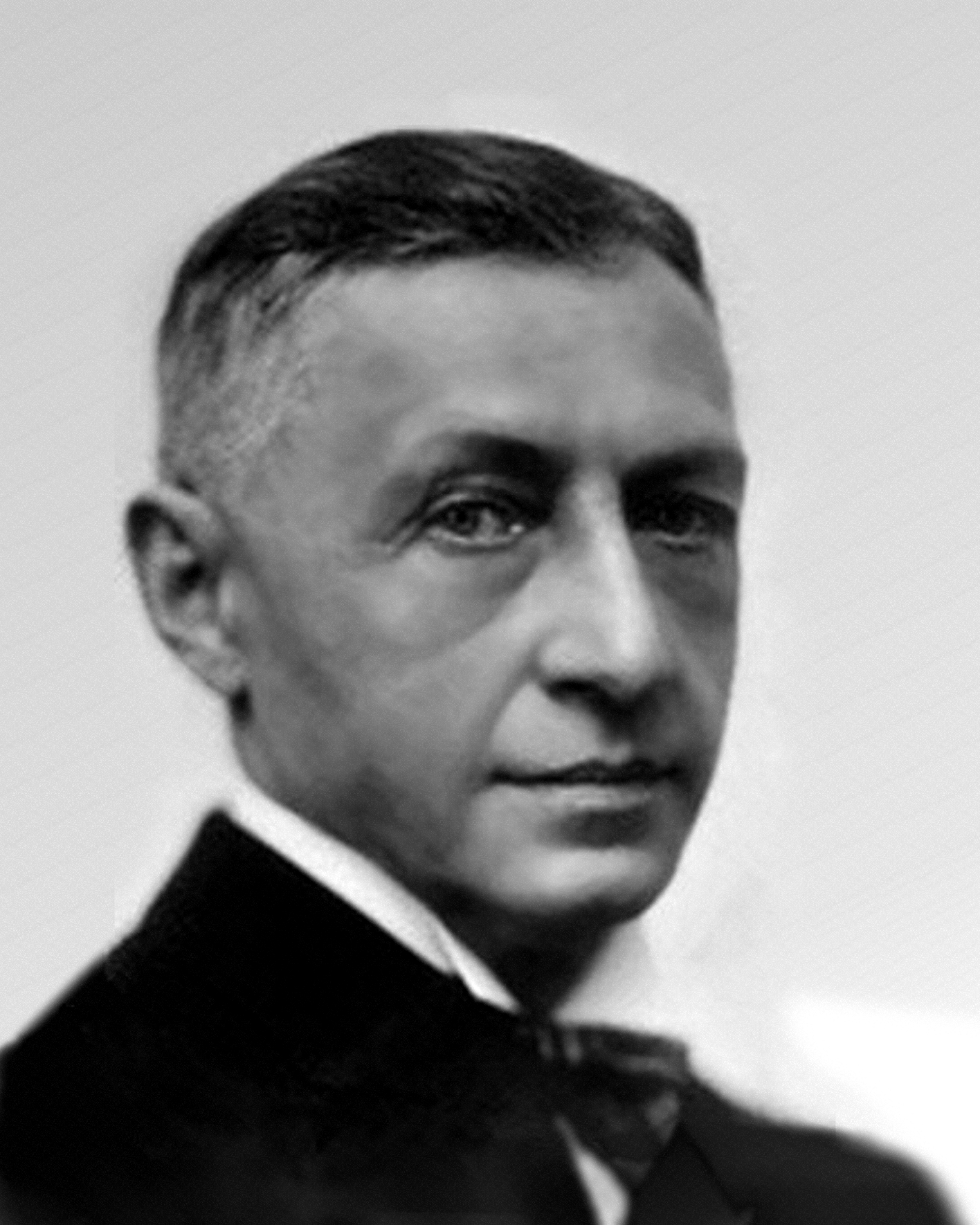
إيفان بونين
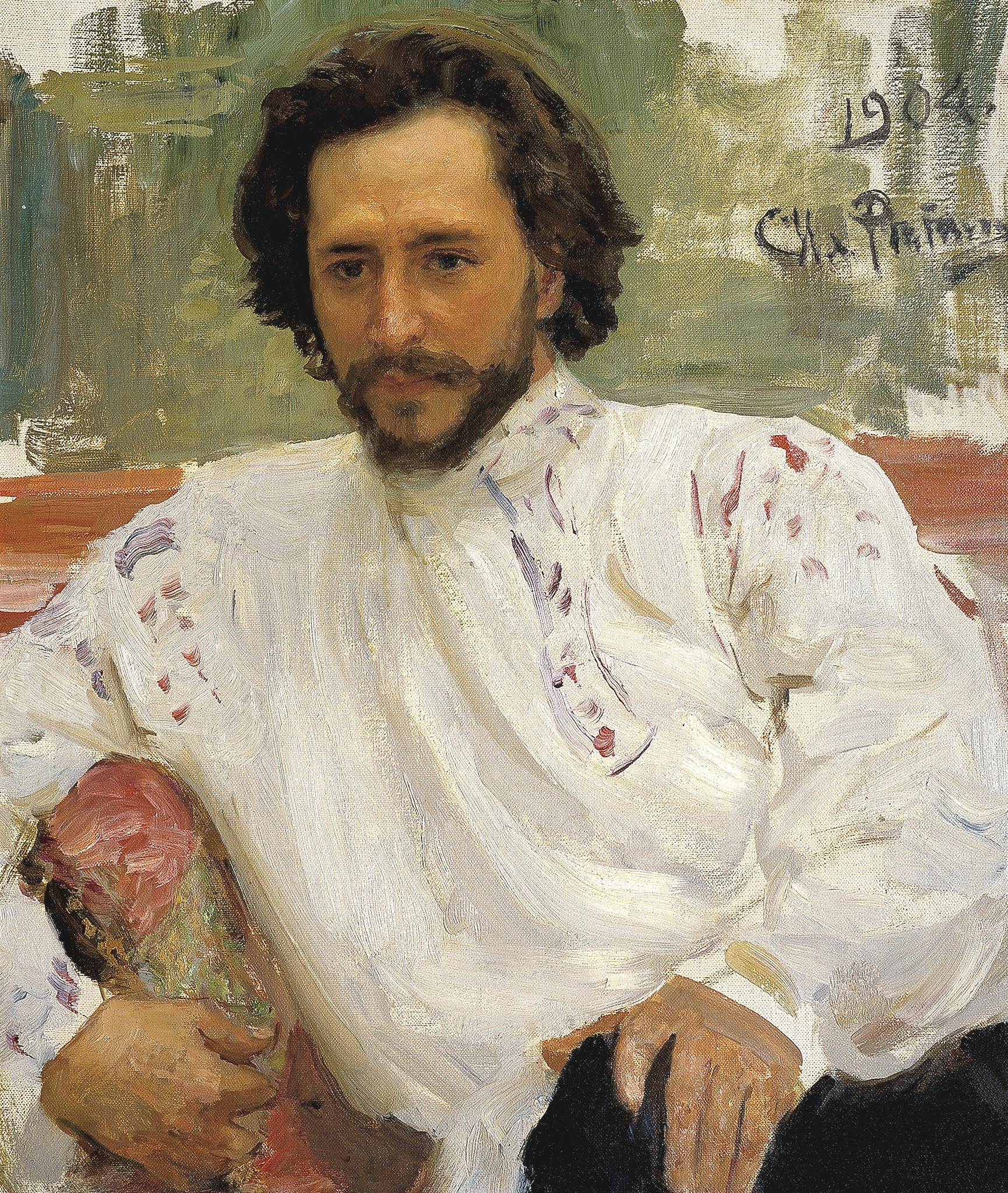
ليونيد أندرييف
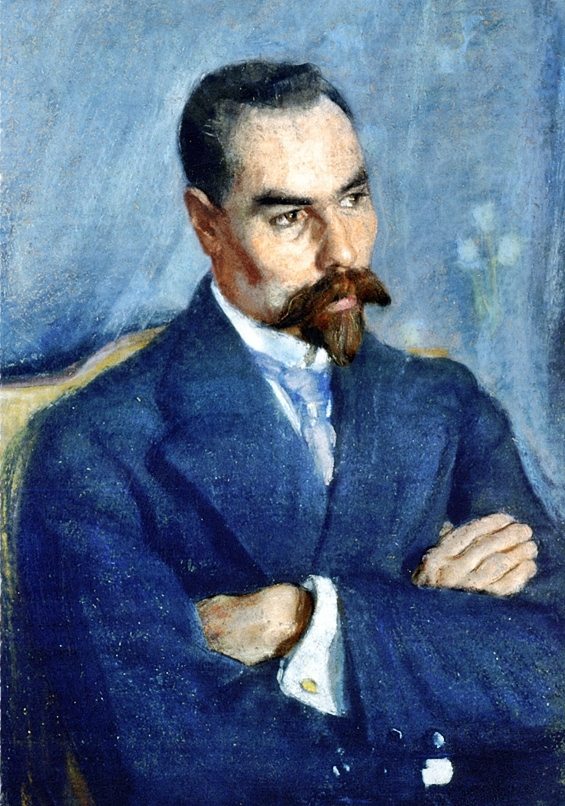
فاليري بريسوف
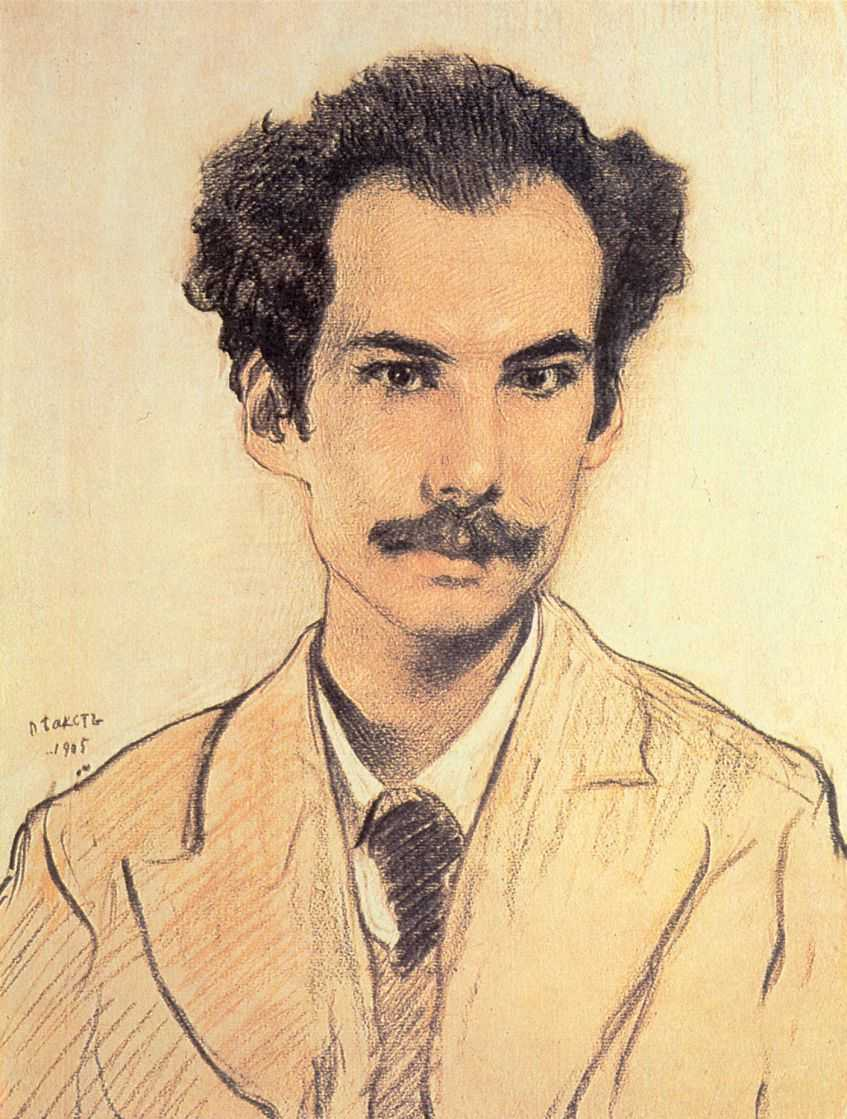
أندريا بيليه
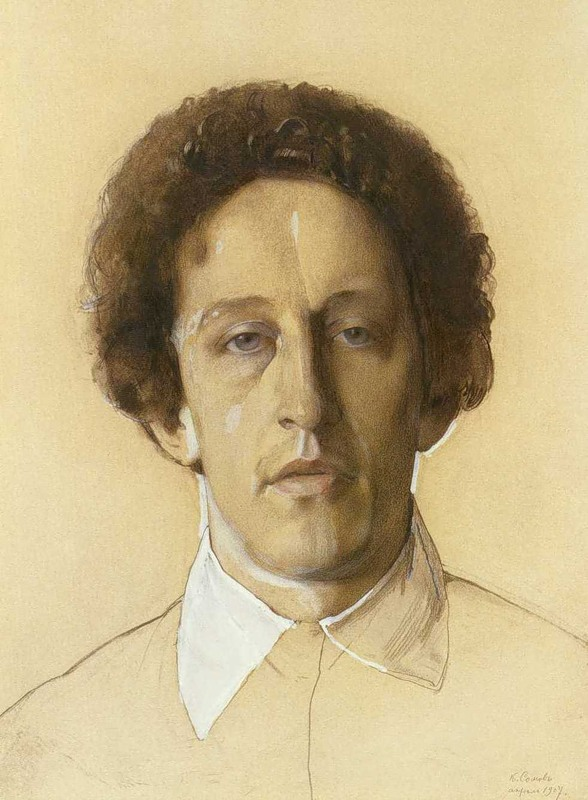
ألكسندر بلوك
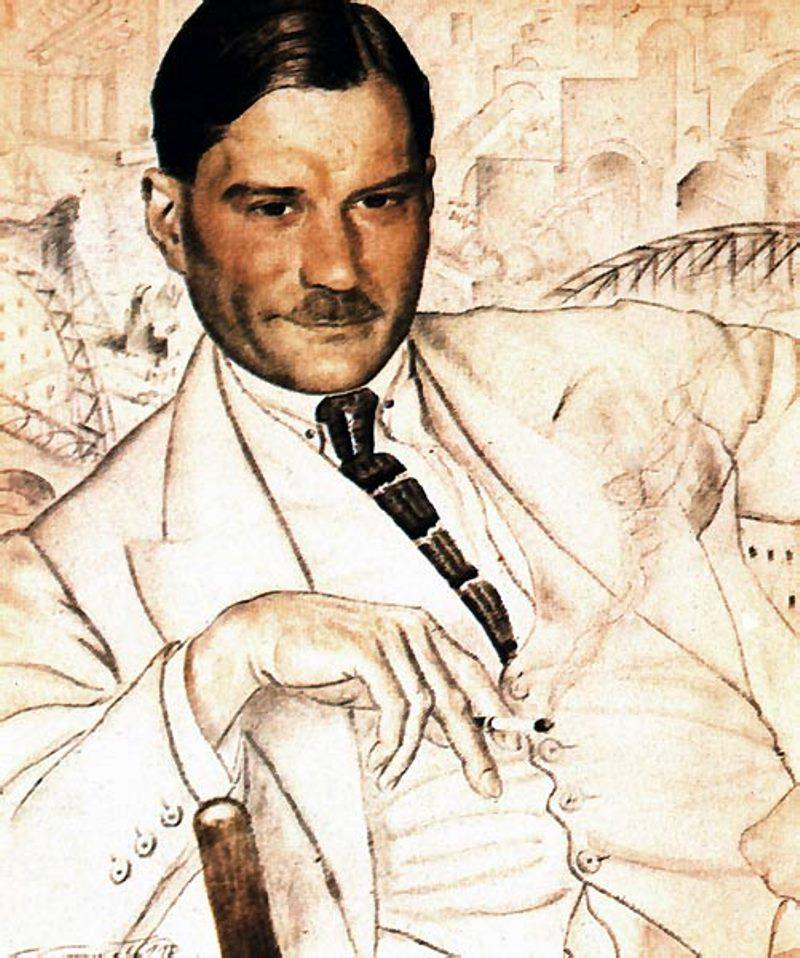
يفغيني زامياتين
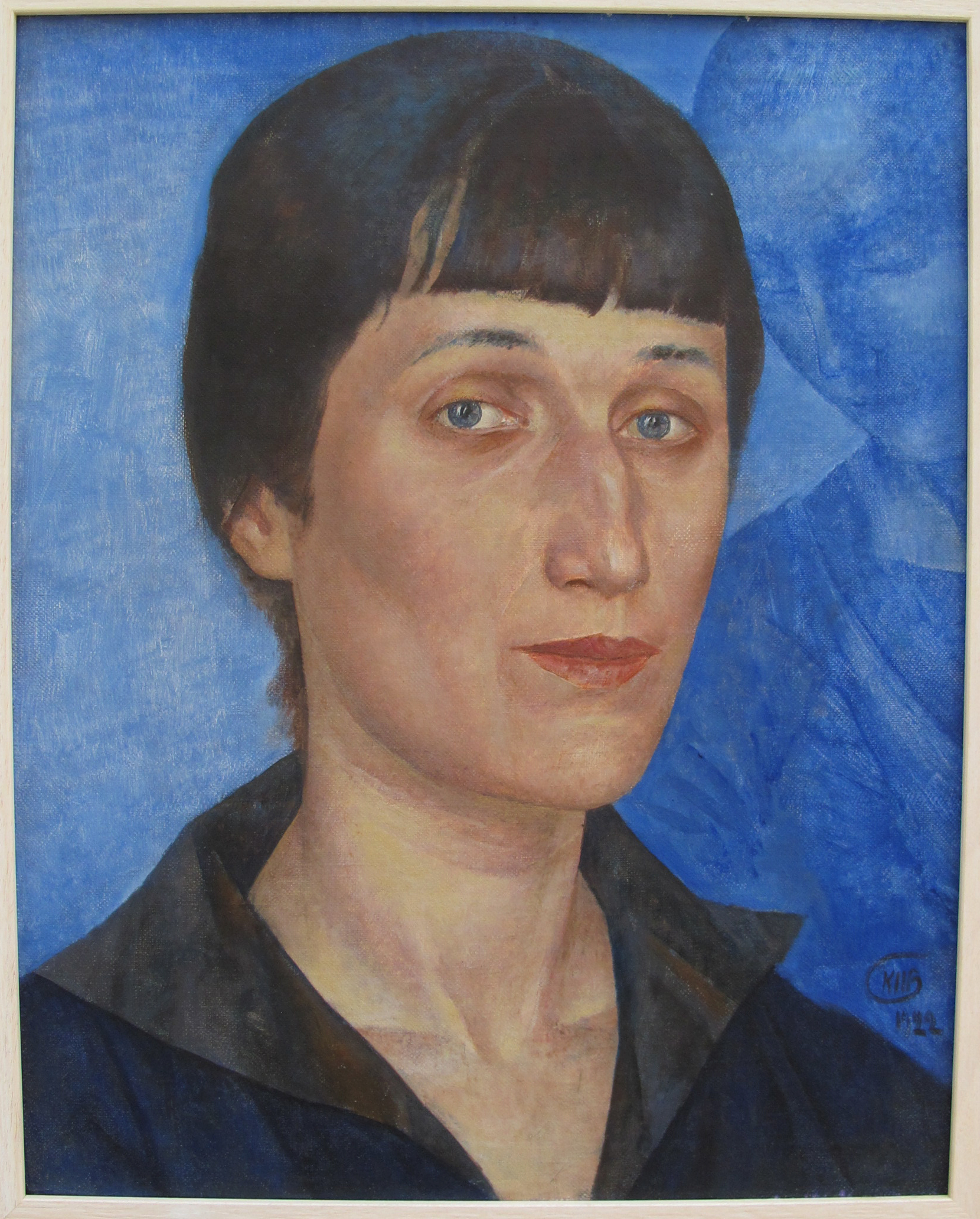
آنا أخماتوفا
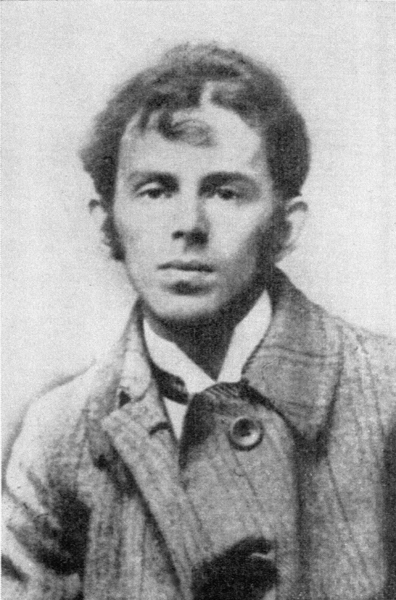
اسیب ماندلشتام
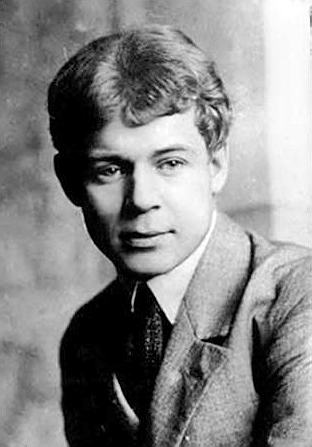
سرجي یسنین

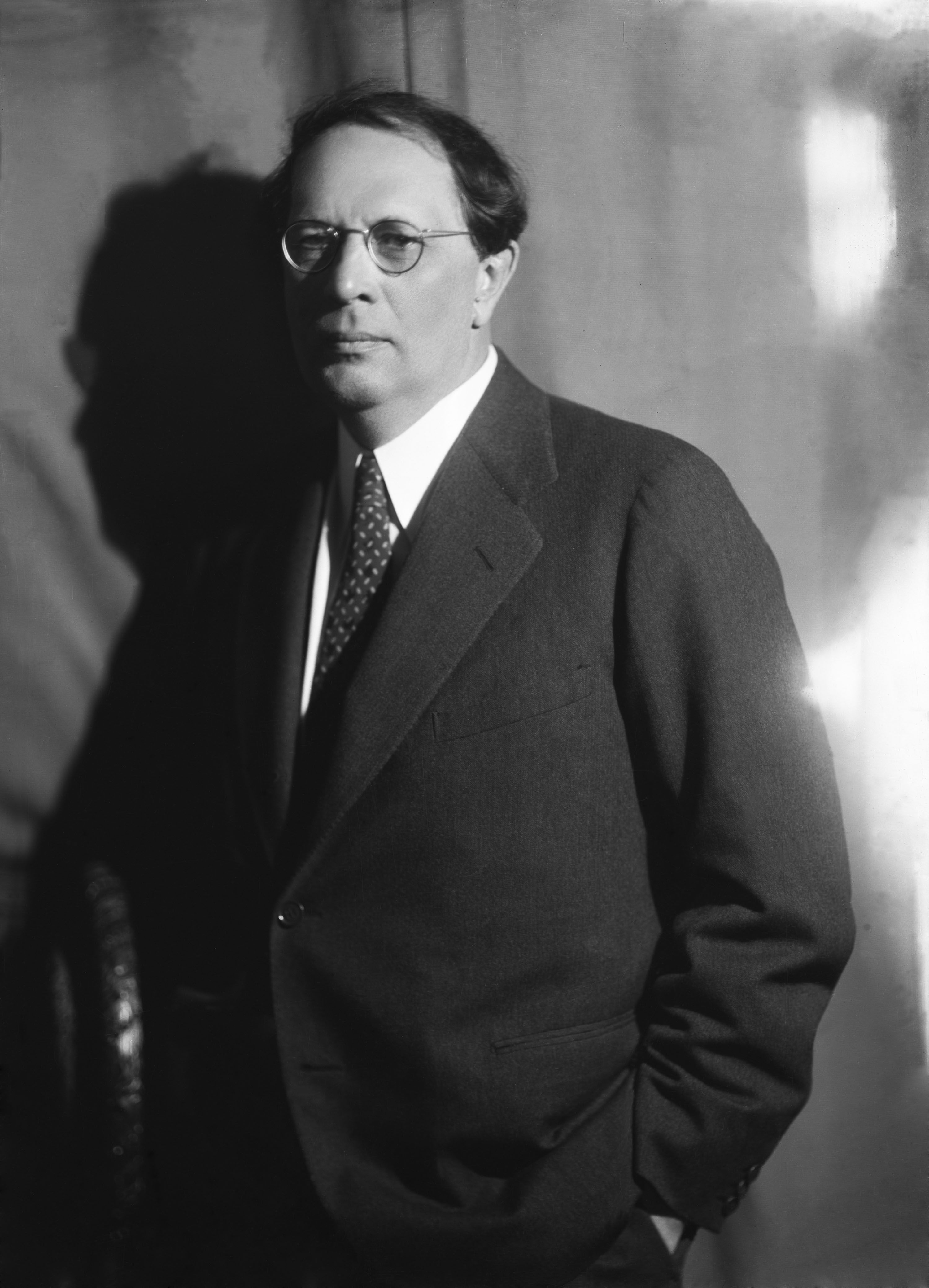
الكسي تولستوي
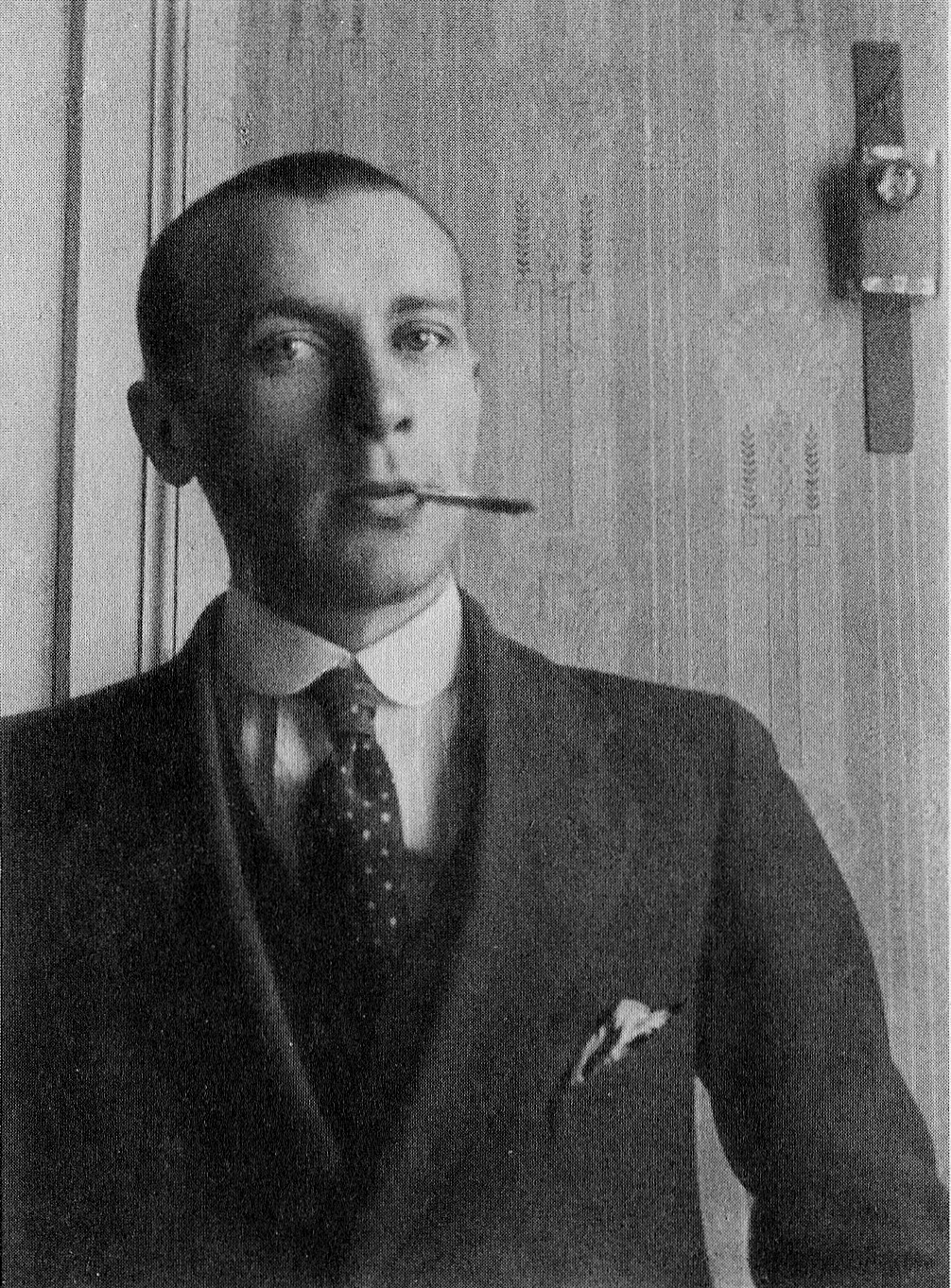
ميخائيل بولغاكوف
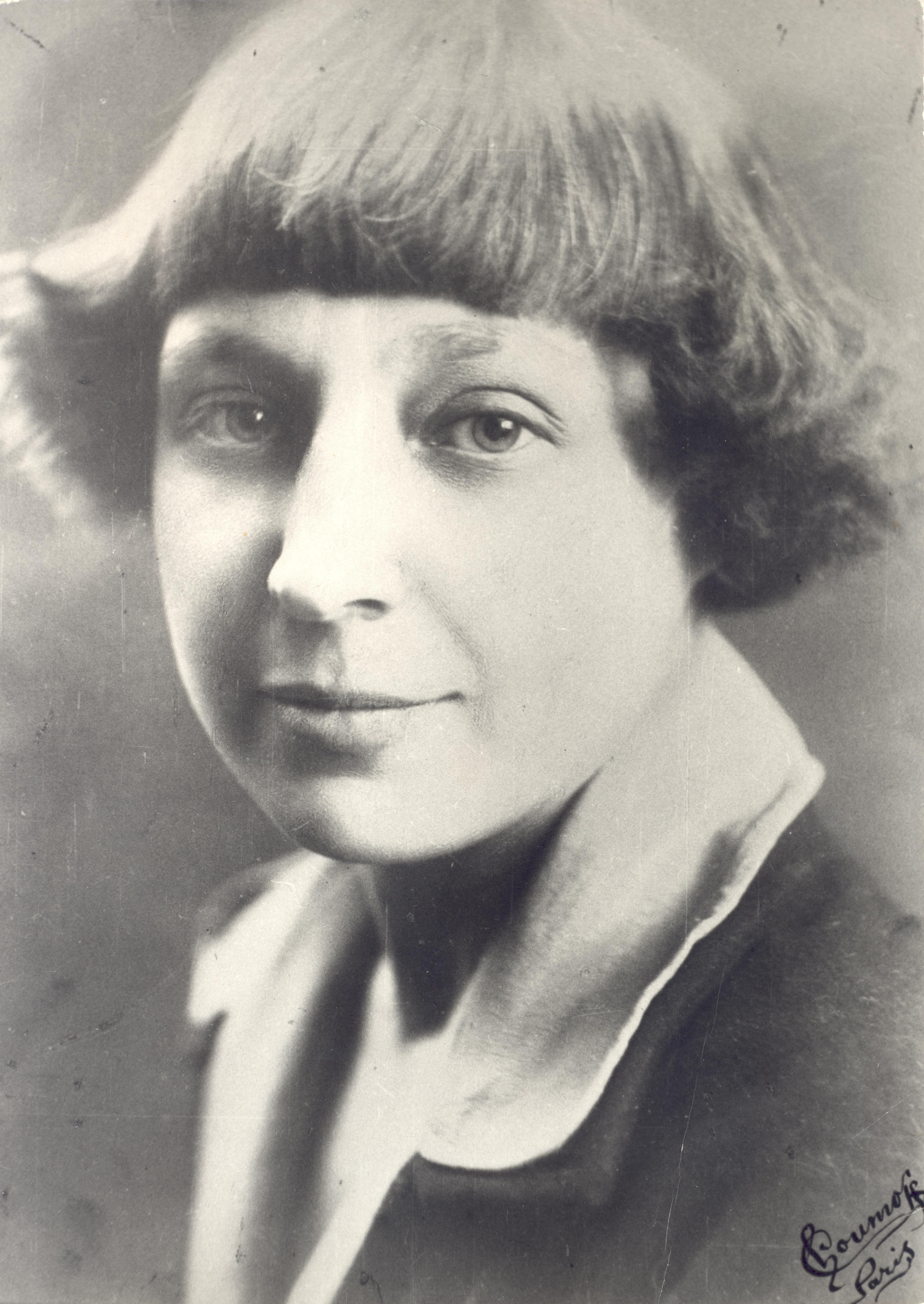
مارينا تسفيتايفا
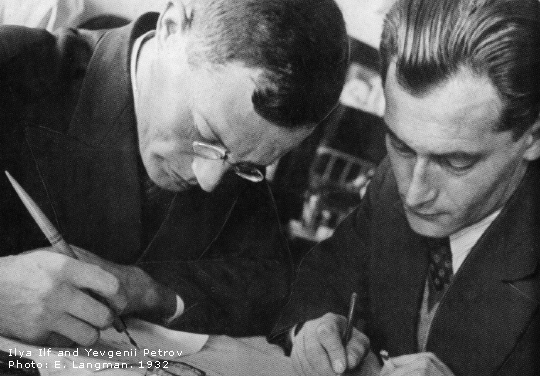
ايلا اليف ويفجني بتروف
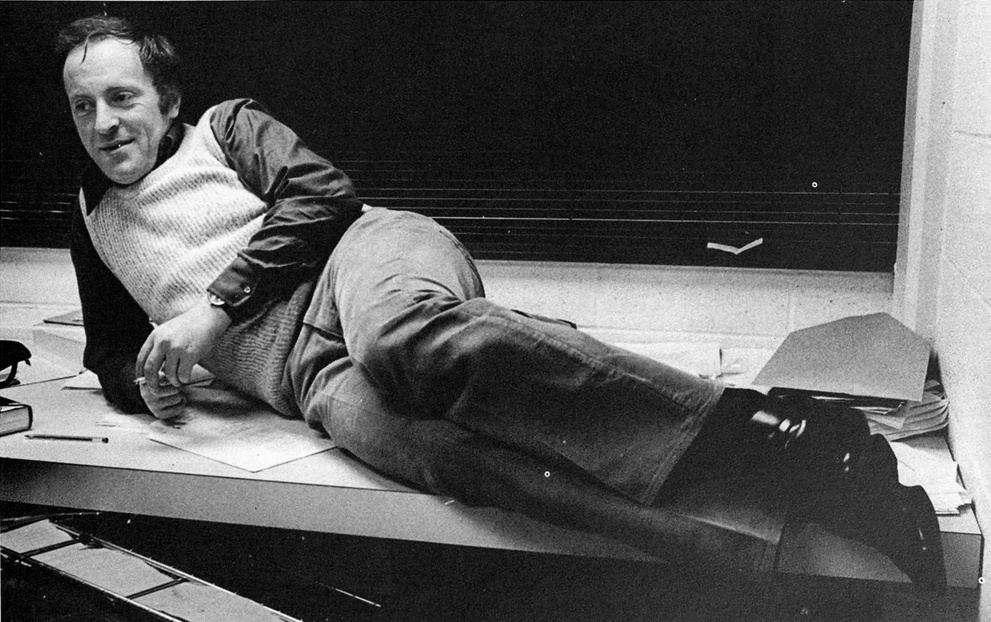
يوسف برودسكي

## ما بعد الاتحاد السوفيتي

### القرن الواحد والعشرون
من الكتاب المذكورين في روسيا خلال القرن الواحد والعشرين زاخار بريلبين وألكساندر كاراسيوف وأركادي بابشينكو.

## من الأدباء الروسيين
- ألكسندر أستروفسكي
- الكسندر ليو تولستوي
- ألكسندر بوشكين
- ألكسندر تشاكوفسكي
- الكسندر فادييف
- الكسندر كوبرين
- الكسي تولستوي
- اليس اداموفيتش
- اندري بلاتونوف
- أنطون تشيخوف
- ايفان باغراميان
- ايفان بونين
- إيفان تورغينيف
- بوريس فاسيليف
- بوريس لافرينيف
- جينكيز ايتماتوف
- فاسيل بيكوف
- فاسيلي شوكشين
- فالينتين راسبوتين
- فسيفولود غارشن
- فكتور استافييف
- فلاديمير كورولنكو
- فيدور دوستويفسكي
- فيكتور بوغانوف
- فيكتور نيكراسوف
- قسطنطين باوستوفسكي
- قسطنطين سيمونوف
- ليو تولستوي
- مكسيم غوركي
- ميخائيل بولغاكوف
- ميخائيل شولوخوف
- ميخائيل ليرمونتوف
- نيقولاي غوغول
- يوري بونداريف
- يوري تريفونوف
- يوري كازاكوف
- يوري نيجبين
- يوليان سيميونوف